# Rudyard Kipling
Joseph Rudyard Kipling (wym. ['rʌdjərd ˈkɪplɪŋ]; ur. 30 grudnia 1865 w Bombaju, zm. 18 stycznia 1936 w Londynie) – angielski prozaik i poeta.
Joseph Rudyard Kipling zdobył światową popularność wierszami o brytyjskich żołnierzach służących w koloniach oraz przygodowymi opowieściami zaliczanymi do klasyki literatury młodzieżowej. Uchodził za piewcę imperializmu, dostrzegał jednak wartości kulturowe ludów podbitych. Ukazywał kolonializm jako posłannictwo białej rasy, której powinnością jest krzewienie zasad europejskiej cywilizacji. Lata młodości spędził głównie w Indiach, które są egzotycznym tłem jego najbardziej znanych utworów: powieści Kim oraz opowiadań fantastycznych Księga dżungli. W licznych artykułach i wystąpieniach okolicznościowych komentował najważniejsze wydarzenia polityczne na świecie. Jego niezwykle poczytna twórczość budziła skrajnie różne oceny krytyków. W roku 1907 został wyróżniony literacką Nagrodą Nobla „w uznaniu przenikliwości, oryginalnej wyobraźni, śmiałych pomysłów i wybitnego talentu narracyjnego”.

## Dzieciństwo i młodość

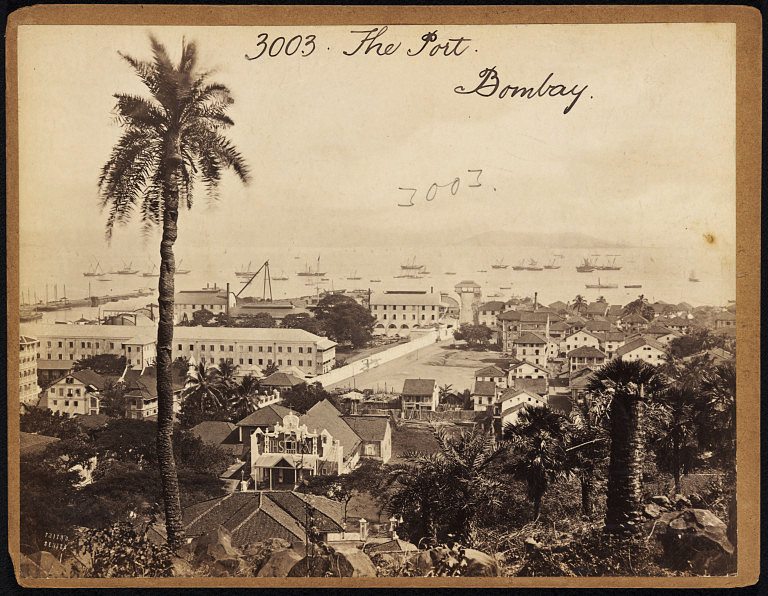
Francis Frith, Port w Bombaju, około 1860

Rudyard Kipling urodził się 30 grudnia 1865 w Bombaju, w Indiach Brytyjskich. Jego rodzicami byli Alice Kipling (z domu MacDonald) i John Lockwood Kipling. Ojciec, rzeźbiarz i rysownik, który w przyszłości będzie niejednokrotnie ilustrował dzieła syna, objął stanowisko wykładowcy w założonej przez Anglików Szkole Sztuk Pięknych w Bombaju. Alice Kipling (1837–1910) była jedną z czterech wiktoriańskich sióstr, które związały się ze sławnymi mężczyznami: mężem ciotki Kiplinga, Georgiany, został malarz Edward Burne-Jones, drugiej ciotki, Agnes – malarz Edward Poynter, trzeciej, Louisy – konserwatywny polityk i inżynier kolejnictwa Alfred Baldwin. Imię Kiplinga pochodzi od jeziora Rudyard w angielskim hrabstwie Staffordshire, gdzie jego rodzice przebywali jeszcze w czasach przedmałżeńskich. Pisarz już jako dziecko osłuchał się z językiem hindustani, poznając baśnie opowiadane mu przez służbę.
Gdy Rudyard miał sześć lat, zgodnie z tradycją panującą w Indiach Brytyjskich, został wysłany do Anglii. Towarzyszyła mu trzyletnia siostra Alice nazywana w rodzinie Trix (1868-1948). Zamieszkali w Southsea, gdzie zajęli się nimi państwo Hollowayowie, którzy przyjmowali na wychowanie potomstwo Anglo-Hindusów, jak nazywano Brytyjczyków mieszkających na stałe w Indiach. Rodzeństwo przebywało w ich domu blisko sześć lat. W swojej autobiografii pisarz wspominał ten czas z niechęcią, ironicznie rozważając, czy połączenie okrucieństwa i zaniedbania, jakiego doświadczył ze strony Sarah Holloway, mogło przyspieszyć rozwój jego literackiego talentu. W styczniu 1878 roku Kipling podjął naukę w United Services College w Westward Ho!. Tę szkołę, znaną ze spartańskich warunków, założono, by przygotowywać chłopców do akademii wojskowej lub pracy administracyjnej w koloniach. Systematyczną edukację Rudyard zakończył w wieku 16 lat, gdyż jego rodzice nie mieli dość funduszy, by sfinansować mu dalszą naukę na prestiżowej uczelni, nie zdołał uzyskać stypendium, a wada wzroku wykluczyła go z szeregów armii. Lockwood Kipling wyszukał synowi zatrudnienie w Lahaur, gdzie był kustoszem muzeum. Rudyard od roku 1882 zaczął pracować jako pomocnik wydawcy małego pisma „Civil & Military Gazette”, w którym pozostał aż do roku 1887.

## Krótkie formy literackie

### Opowiadania indyjskie

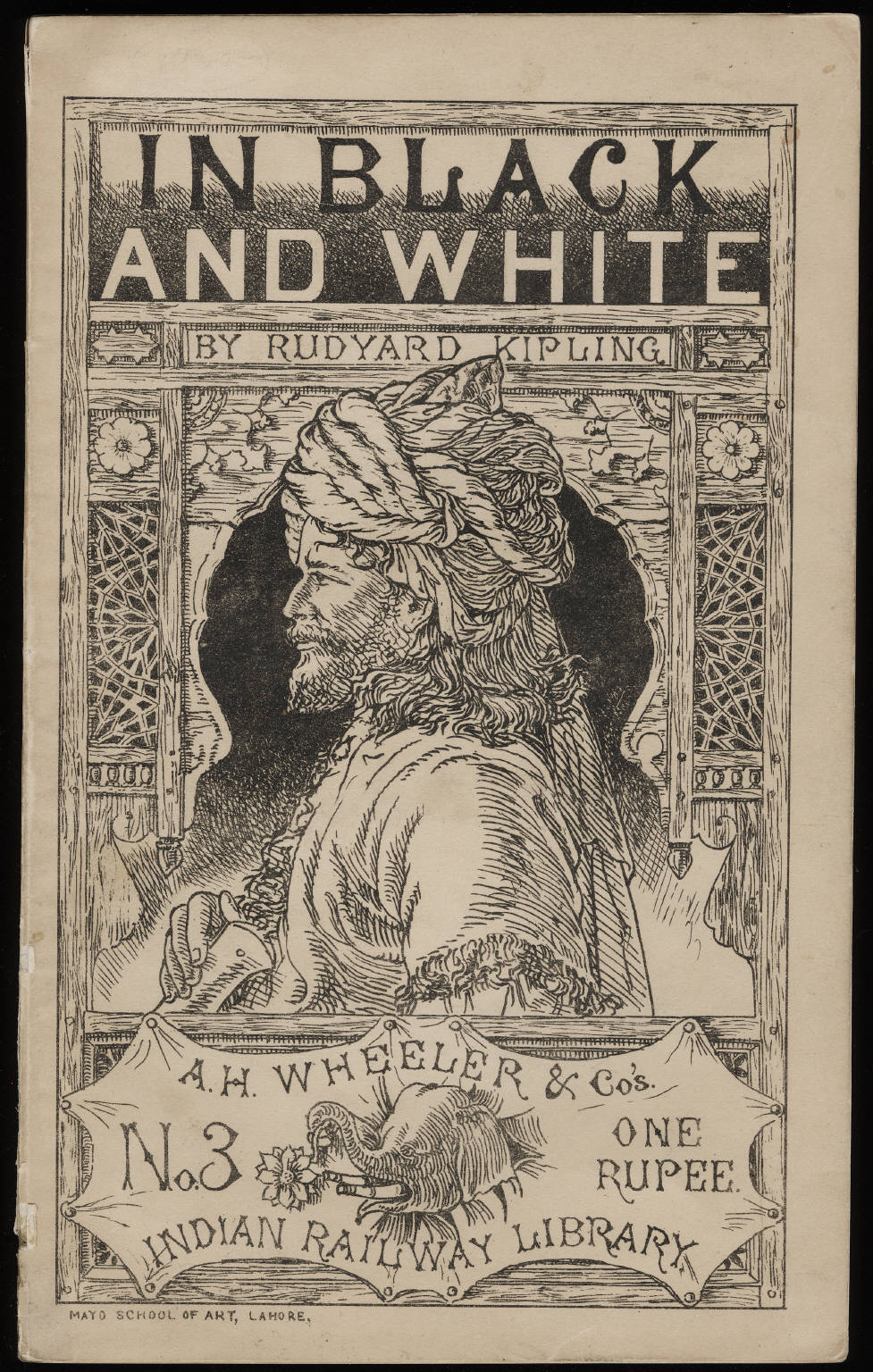
Zbiór opowiadań In Black and White, 1888

„Civil and Military Gazette” ukazywała się przez cały rok, sześć dni w tygodniu. Wydawca z czasem pozwolił Kiplingowi na dużą swobodę twórczą i zlecił mu pisanie opowiadań. Latem 1883 roku Rudyard odwiedził po raz pierwszy Simlę, letnią stolicę Indii Brytyjskich, dokąd wicekról wraz z członkami rządu przenosił się na pół roku. To miasto stało się scenerią wielu opowiadań, które napisał dla „Gazette” (Tępiciel zarazków – A Germ Destroyer, Na mocy podobieństwa – On the Strenght of a Likeness, Wressley z Biura Spraw Zagranicznych – Wressley of the Foreign Office). W piśmie tym w latach 1886–1887 ukazało się około 39 opowiadań Kiplinga. Większość z nich została następnie zebrana w Gawędach spod Himalajów. W roku 1887 pisarza przeniesiono do znacznie większej siostrzanej gazety „The Pioneer” w Allahabadzie, dla której pracował do roku 1889. Czytelnicy szybko docenili jego żywy styl, zmysł obserwacji i pełne ironii komentarze. Pracował intensywnie i w ciągu kolejnego roku opublikował w broszurowej serii „Biblioteka Indyjskiej Kolei Żelaznej” łącznie 41 tekstów, od kilkustronicowych nowel do obszernych opowiadań, zebranych w sześciu tomach (Soldiers Three, The Story of the Gadsbys, In Black and White, Under the Deodars, The Phantom Rickshaw oraz Wee Willie Winkie), które można było kupić w dworcowych kioskach.
W swoich opowiadaniach Kipling opisuje Hindusów z życzliwością i zainteresowaniem, chociaż ma ich za rasę pod każdym względem niższą od Europejczyków i zdolną do życia jedynie pod surowymi rządami białego człowieka. Indie to dla niego malownicze tło, na którym przedstawiał z satyrycznym zacięciem dobrze sobie znany świat oficerów, urzędników i kolonialnych dygnitarzy. Z jego tekstów wynika, że był zdecydowanym zwolennikiem systemu kastowego i to zarówno wśród Hindusów, jak i samych Brytyjczyków. Chociaż miał świadomość krążących o Indiach stereotypów („Jak każdemu wiadomo, jest to kraj równo podzielony między dżungle, tygrysy, kobry, cholerę i sipajów”), to sam w swoich tekstach zadowalał się na ogół dość powierzchownymi obserwacjami. Tylko niektóre jego wczesne opowiadania wyróżniały się oryginalnością. W Lispeth (1888) bohaterką jest Hinduska przygarnięta przez parę misjonarzy, która uratowawszy rannego Anglika, postanawia zostać jego żoną. Brama Stu Westchnień (The Gate of the Hundred Sorrows, 1888) to przedstawiona w narracji pierwszoosobowej degrengolada opiumisty, który wciągnął w nałóg żonę, a po latach uzależnienia czeka w spelunce na własną śmierć. The City of Dreadful Night (Miasto straszliwej nocy, 1885), z tytułowym nawiązaniem do poematu Jamesa Thomsona, jest niepozbawioną ironii opowieścią o Hindusach w Kalkucie, którzy, kierując samorządem gminnym, nie potrafią nigdzie zaprowadzić porządku i poprzestają na jałowym politykowaniu.
Kipling jako jeden z pierwszych opisywał także zwykłych żołnierzy, którzy, ze względu na swoje pochodzenie z nizin społecznych, w imperium często byli uważani za wykolejeńców. Nie unikając gloryfikacji, podkreślał ich szlachetność, wrażliwość uczuć, spontaniczny humor i zdolność do heroicznych poświęceń. Dowcipne obrazki z codziennego życia szeregowców były tematem cyklu Soldiers Three zainspirowanego kilkoma scenami z Henryka V Williama Shakespeare’a. Podobnie jak w sztuce, skontrastowani bohaterowie rozmawiają ze sobą w swoich rodowitych dialektach (londyńskim, szkockim i irlandzkim), ujawniając przy okazji, jak bardzo Brytyjczycy różnią się między sobą nawykami i mentalnością. Kipling z równą empatią i bez typowego dla siebie szyderczego humoru traktował jeszcze tylko bohaterów dziecięcych. W Czarnym Baranku (Baa baa, Black Sheep, 1888) przetworzył własne doświadczenia, opisując chłopca, który został odesłany z Indii do Anglii, wychowywał się u fanatycznej opiekunki, doświadczał stopniowej utraty wzroku i został bezpowrotnie okaleczony emocjonalnie. Wysoko ceniono zwłaszcza opowiadanie The Drums of the Fore and Aft (Dobosze z „Fore and Aft”, 1888), ukazujące odwagę dwóch czternastolatków, którzy jako jedyni w pułku nie wycofali się z wąwozu otoczonego przez afgańskie plemiona i zginęli bohaterską śmiercią.

### Nowa tematyka

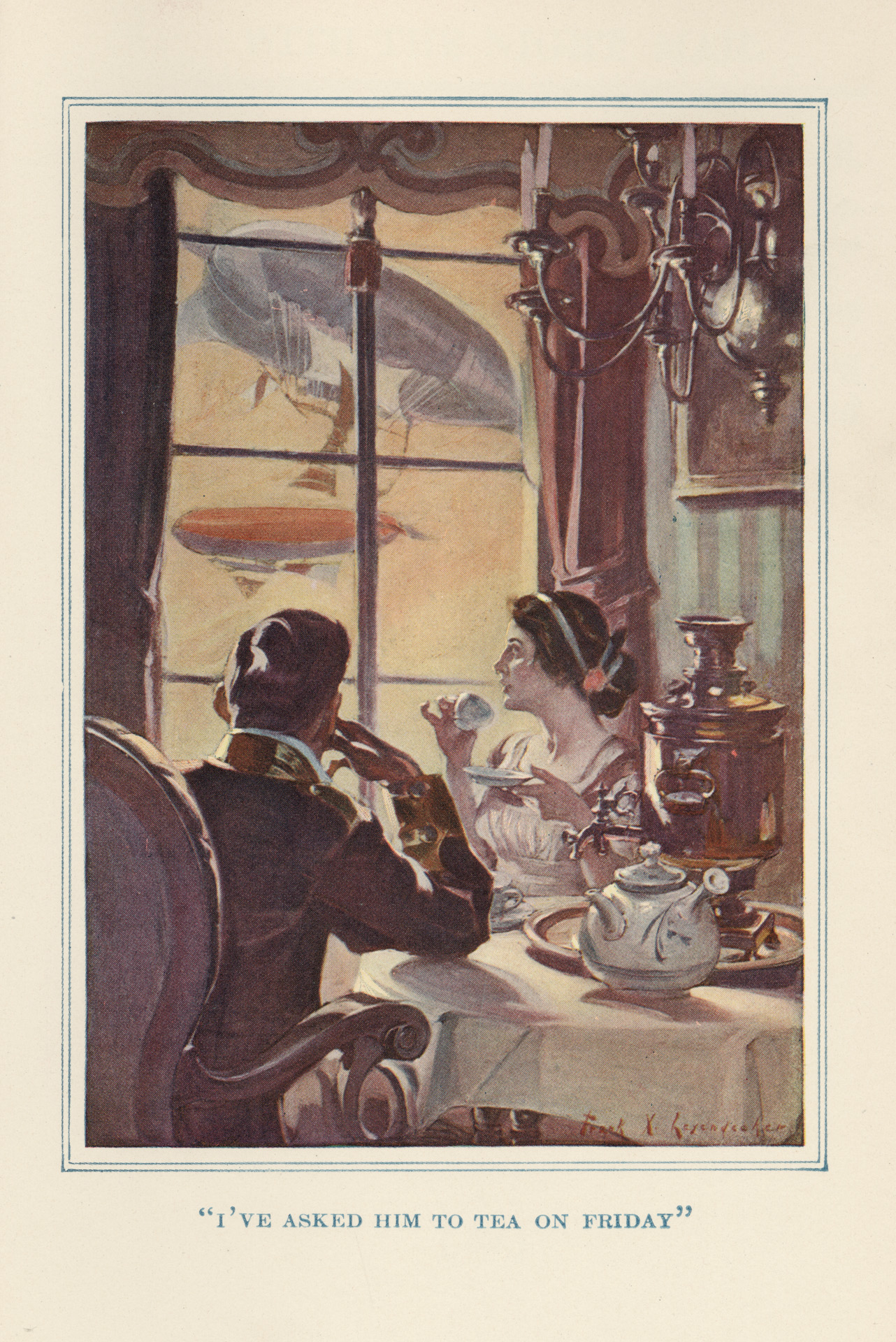
Frank Xavier Leyendecker, ilustracja do Nocnej poczty, 1909

W późniejszych opowiadaniach Kiplinga równie często jak wątki obyczajowe w egzotycznej scenerii pojawiały się elementy fantastyki i niesamowitości. Widmowa riksza (The Phantom Rickshaw, 1888) to opowieść o odtrąconej kobiecie, która zza grobu prześladuje niewiernego kochanka, w Zaginionym legionie (The Lost Legion, 1893) podczas nocnej wyprawy polegli żołnierze mieszają się z żywymi w miejscu dawnej masakry, a w Madonnie z okopu (A Madonna of the Trenches, 1926) przyczyną tajemniczego samobójstwa okazuje się zjawa. Z kolei Najpiękniejsza opowieść świata (The Finest Story in the World, 1891) świadczy o zainteresowaniu pisarza koncepcją wędrówki dusz i postrzeganiem pozazmysłowym. Za szczególnie udane połączenie realizmu i grozy uznano opowiadanie They (One, 1904), w którym pragmatyczny sprzedawca automobilów zaczyna przypuszczać, że w elżbietańskiej posiadłości towarzyszą mu duchy zmarłych dzieci.
Krytycy uważają, że przynajmniej dwa teksty Kiplinga – Nocna poczta (With the Night Mail, 1905) oraz Proste jak D.R.U.T. (As Easy as A.B.C., 1912) – można uznać za prekursorskie w stosunku do technik narracyjnych, które zaczęto stosować w literaturze science fiction dopiero w latach 30. i 40. XX wieku. W życzliwie przedstawionym przez Kiplinga świecie roku dwutysięcznego nad społeczeństwem czuwa organizacja, która nadzoruje nowoczesne formy transportu i telekomunikacji, a wszelkie przejawy buntu tłumi bezkrwawo bronią świetlną i dźwiękową. Żeby uprawdopodobnić wyimaginowane realia, pisarz wprowadził do terminologii technicznej liczne neologizmy, ukazywał mimochodem zaskakujące rekwizyty i stylizował język w rozmowach bohaterów, przyjmując na wiele spraw ich punkt widzenia. Tworzył w ten sposób futurystyczny kontekst uważany przez czytelnika za oczywistość, odbierany intuicyjnie i niewymagający dodatkowych wyjaśnień. Ten sposób prezentowania światów przyszłości stanie się powszechny dopiero dzięki twórczości Roberta A. Heinleina.
W kilku utworach Kipling wspominał także ideały wolnomularskie. W opowiadaniu O człowieku, który chciał być królem (The Man Who Would Be King, 1888), opisując dwóch awanturników samozwańczo obejmujących władzę na niedostępnych terenach, przywołał symbolikę masońską, która uprzednio pojawiła się również w jego wierszu The Mother-Lodge (Loża Matka, 1886). Pisarz został wolnomularzem już w roku 1885, wstępując w Lahaur do bractwa, którego członkowie mieli być sobie równi bez względu na kastę i kolor skóry. Zetknął się tam, co po latach wspominał z dużym sentymentem, z muzułmanami, hindusami, sikhami i przedstawicielami ruchów reformatorskich. Wyraźne nawiązania do masonerii pojawiają się również w niektórych opowiadaniach z tomu Debits and Credits (In the Interest of the Brethren – W interesie braci, The Janeites – Wielbiciele Jane Austen, A Friend of the Family – Przyjaciel rodziny).

## Czas podróży

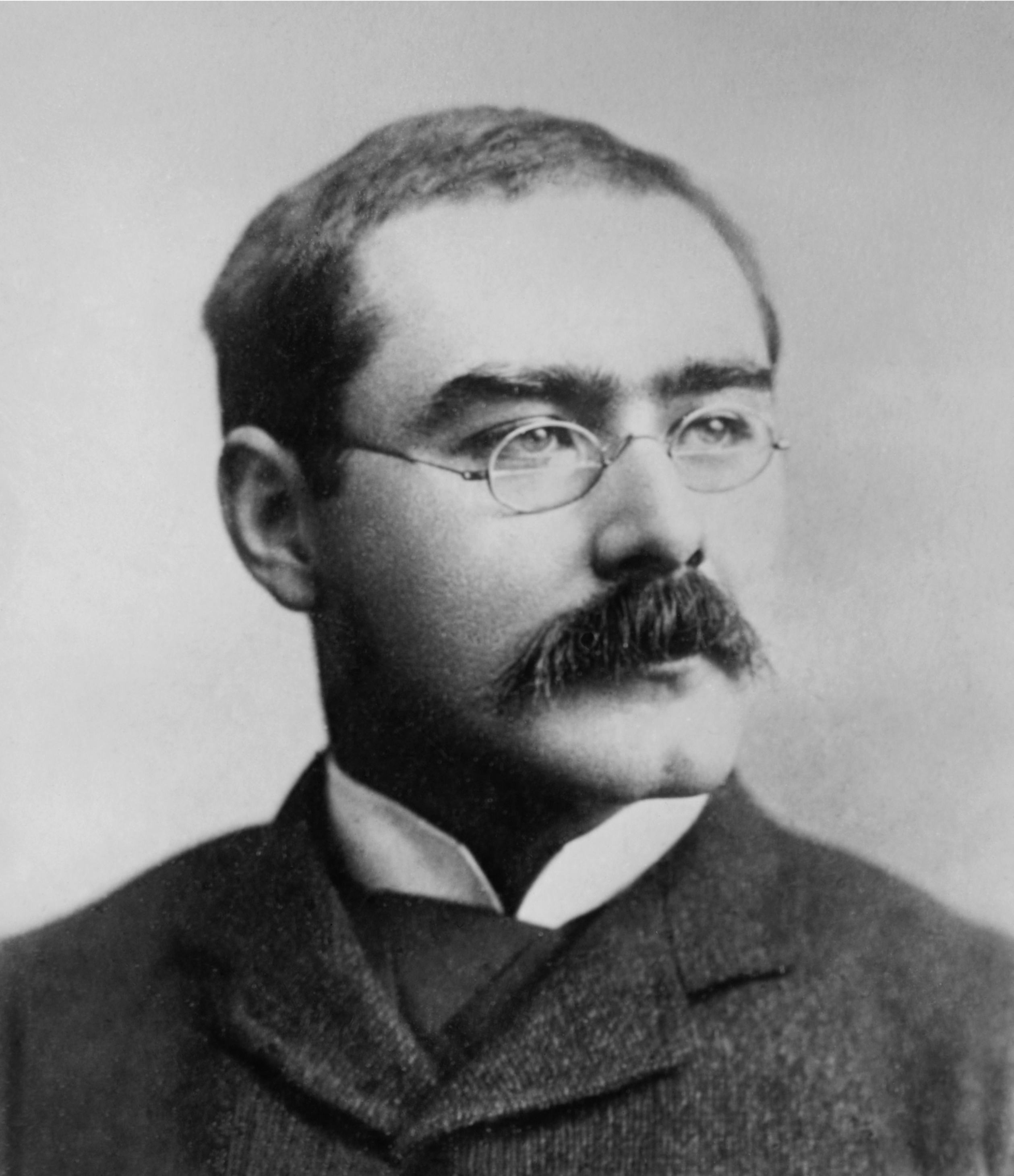
Rudyard Kipling w Stanach Zjednoczonych, około 1894

W 1889 roku Kipling opuścił Indie i zaczął podróżować po świecie. Jako korespondent pisywał dla „The Pioneer” reportaże i artykuły, które zostały zebrane w tomie Od morza do morza. Najpierw wyprawił się do Rangunu, Singapuru, Hongkongu i Japonii. Przemierzył Stany Zjednoczone, od San Francisco przez Portland do Seattle. Później odwiedził Victorię i Vancouver w Kanadzie. Ponownie w Stanach Zjednoczonych podróżował przez Park Narodowy Yellowstone, Salt Lake City, Omaha, Chicago aż do Niagary, Toronto, Waszyngtonu, Nowego Jorku i Bostonu. Następnie przebył Atlantyk i w 1889 roku dotarł do Liverpoolu. Wkrótce zadebiutował w świecie literackim Londynu, gdzie znano już i ceniono jego indyjskie nowele.
Kipling wcześnie próbował zmierzyć się z większą formą narracyjną. Treść jego pierwszej, niedokończonej i zaginionej powieści Mother Maturin (Matka Maturin, 1885–1886) do dzisiaj jest tematem spekulacji. Kolejną próbą było Światło, które zagasło (1890), dramatyczna historia o ślepnącym malarzu i jego nieodwzajemnionym uczuciu do ambitnej, choć pozbawionej talentu dziewczyny, pragnącej odnieść artystyczny sukces. Jej chłodnym reakcjom została wyraźnie przeciwstawiona serdeczna męska przyjaźń, będąca stałym motywem wielu utworów Kiplinga. Po pierwszym wydaniu tej powieści wydrukowano w prasie również wersję skróconą. Tragiczna śmierć malarza i niewzruszona postawa jego wybranki były jednak zdaniem właściciela gazety zbyt przygnębiające, toteż pisarz wprowadził optymistyczny finał z małżeństwem pary protagonistów. Dopiero w kolejnym wydaniu książkowym (1891) przywrócił pierwotną wersję zakończenia. Niekiedy uważa się, że pierwowzorem nieprzystępnej bohaterki była wczesna miłość Kiplinga, Violet Garrard zwana Flo (1856-1938), która odtrąciła jego zaloty. Przypadkowe z nią spotkanie po latach, w roku 1890, pisarz przypłacił załamaniem nerwowym. W powieści wyraźnie doszła do głosu zdecydowana mizoginia autora, obecna także w zbiorach opowiadań The Story of the Gadsbys i Under the Deodars, których akcja koncentruje się wokół ukazanych bez sentymentu romansów, plotek i małżeńskich intryg.
Niedługo po emocjonalnym kryzysie Kipling poznał przedstawiciela handlowego z branży wydawniczej, Wolcotta Balestiera, z którym napisał powieść przygodową Królewski klejnot (1892). Jej bohaterem był amerykański inżynier, przemierzający Dziki Zachód i Indie w poszukiwaniu cennego naszyjnika. Oryginalny tytuł powieści, The Naulahka, to błędnie zapisany wyraz naulakha, oznaczający dosłownie ’dziewięć lakhi‘ (900 000 rupii), jak nazywano niegdyś tę legendarną ozdobę noszoną przez indyjskie władczynie. Podczas wspólnej pracy Balestier przygotowywał przede wszystkim fragmenty rozgrywające się w Ameryce, Kipling zaś był autorem części indyjskiej. Wkrótce więź łącząca obu mężczyzn stała się tak intymna, że niektórzy biografowie, analizując tę znajomość, doszukiwali się u Kiplinga wypartych skłonności homoseksualnych. Po ukończeniu książki przepracowany pisarz, za radą lekarzy, wyprawił się w kolejną podróż, odwiedzając Kolonię Przylądkową, Australię i Nową Zelandię. Kiedy jednak dostał wiadomość, że Balestier zmarł nagle na dur brzuszny, niezwłocznie powrócił do Londynu. Wkrótce poprosił o rękę poznaną rok wcześniej siostrę przyjaciela, Caroline Balestier (1862-1939). Oświadczyny zostały przyjęte. Ceremonia ślubna odbyła się w roku 1892, a pannę młodą poprowadził do ołtarza pisarz Henry James. Nowożeńcy rozpoczęli miesiąc miodowy wyjazdem do Stanów Zjednoczonych, a następnie udali się do Japonii. Gdy przybyli do Jokohamy, dowiedzieli się, że ich bank zbankrutował. Powrócili wtedy do Stanów i w Vermoncie kupili kilka hektarów ziemi od brata Caroline, Beatty’ego Balestiera. Wybudowali tam dom, który Kipling nazwał „Naulakha” na cześć Wolcotta i ich współpracy, nie powtarzając przy tym błędu ortograficznego z okładki książki. W małżeństwie przyszło na świat troje dzieci: Josephine (1892-1899), Elsie (1896-1976) i John (1897-1915).

## Utwory dla dzieci i młodzieży

### SukcesKsięgi dżungli

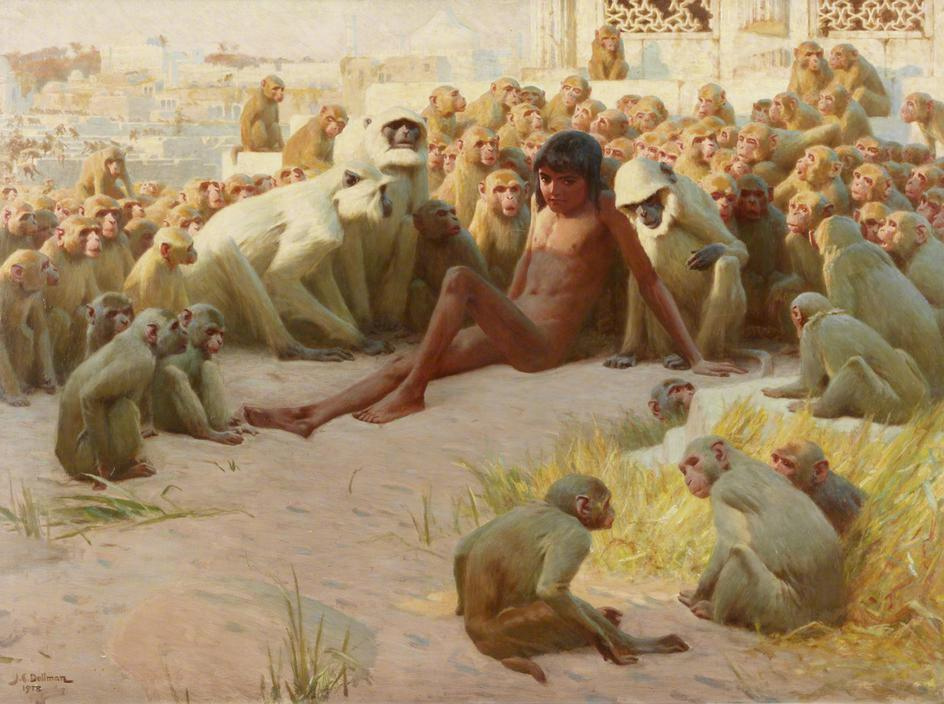
John Charles Dollman, Mowgli przywódcą Bandar-logu, 1903

W Vermoncie Kipling napisał cykl znanych na całym świecie i wywodzących się z tradycji Pańczatantry opowiadań o wartkiej akcji Księga dżungli (1894) i Druga księga dżungli (1895). Bohaterem wielu z nich był żyjący wśród dzikich zwierząt chłopiec, który, wykarmiony przez wilczą watahę, przyjaźnił się z rozmaitymi drapieżnikami i dopiero w wieku młodzieńczym powrócił do ludzkiej osady (Bracia Mowgliego – Mowgli’s Brothers). Pisarz, nie uciekając się do frazesów i moralizatorskiego tonu, ukazał całe spektrum rozmaitych postaw życiowych oraz surowe, choć niepozbawione zasad etycznych, prawo dżungli. Oryginalność tych opowiadań polegała także na tym, że Kipling, nawiązując do tradycji bajki zwierzęcej, zrezygnował z konwencjonalnego przedstawienia reprezentantów rozmaitych gatunków, które praktycznie nie zmieniło się od czasów Ezopa, Fedrusa i La Fontaine’a. U niego wilki są opiekuńcze, pantera łagodna, mądry niedźwiedź zaś stoi na straży niepisanych zasad współżycia w społeczności. Także postacie drugoplanowe – niezależny pyton, mściwy tygrys, filozofujący słoń, podstępny szakal i płaczliwy szczur piżmowy – zostały opisane w sposób daleki od schematów. Bajka jako gatunek literacki służący satyrycznemu odzwierciedleniu rzeczywistości pojawiła się jedynie we fragmentach ukazujących stado małp (Kaa na polowaniu – Kaa’s Hunting). Ten zbiorowy portret bezmyślnej hordy interpretowano niekiedy jako złośliwą aluzję do środowiska hinduskich nacjonalistów. Wbrew tytułowi nie wszystkie opowiadania rozgrywają się w dżungli. Kipling dołączył do cyklu także historię z mórz podbiegunowych (Biała foka – The White Seal) oraz kilka tekstów, których akcja toczy się w świecie ludzi. Przedstawił w nich obowiązki kornaków na służbie u sahiba (Toomai od Słoni – Toomai of the Elephants), odważnego ichneumona, który uratował przed kobrami rodzinę angielskich kolonistów (Rikki-tikki-tavi) oraz hinduskiego ministra, który nagle porzucił prestiżowe stanowisko i pogrążył się w mistycznej, pustelniczej kontemplacji (Cud Puruna Bhagata – The Miracle of Purun Bhagat). Plastyczne opisy świata bujnej przyrody znad Gangesu i niezwykła spostrzegawczość autora zostały z czasem docenione przez biologów. Nazwisko Kiplinga uwieczniono w nazwach wymarłego krokodylomorfa (Goniopholis kiplingi) oraz pająka z rodziny skakunowatych (Bagheera kiplingi), w tym wypadku upamiętniając także imię czarnej pantery, która troszczyła się o bohatera książki.
W roku 1903 Kipling zgodził się, by kilka pomysłów z jego opowiadań zostało wykorzystanych w programie szkoleniowym letniego obozu dla chłopców, którego turnusy odbywały się nad jeziorem Newfound w New Hampshire. Działalność tego obozu wspierał przez całe życie. Również Robert Baden-Powell wykorzystał wiele wątków z Księgi dżungli, tworząc zasady, nazewnictwo i symbolikę ruchu skautowskiego.
Francuski kompozytor Charles Koechlin, zafascynowany tymi opowiadaniami, stworzył na ich podstawie cykl orkiestrowy Le livre de la jungle uważany za jego najwybitniejsze dzieło. Cykl, który powstawał przez blisko 40 lat, zawiera trzy bliskie impresjonizmowi pieśni z orkiestrą oraz cztery poematy symfoniczne.

### Opowieści inicjacyjne

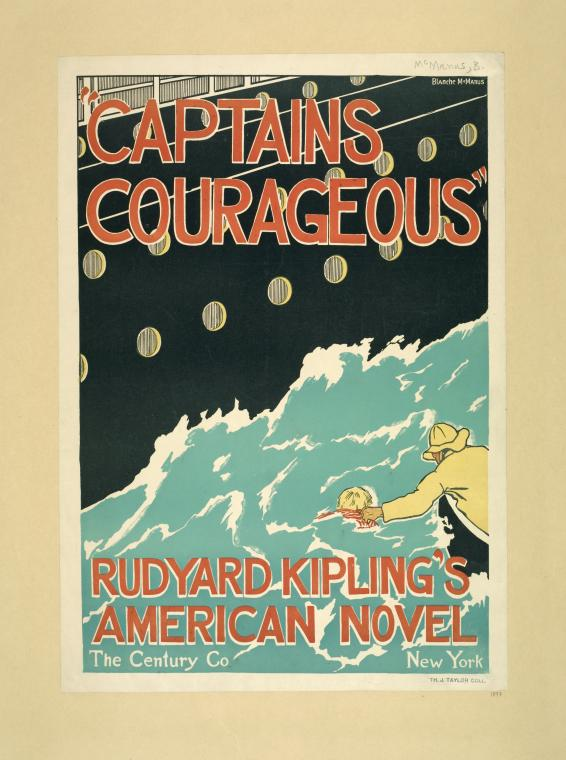
Reklama powieści Kapitanowie zuchy, około 1893

Wkrótce dwa wydarzenia zmusiły Kiplingów do wyjazdu z Vermontu. W tym okresie Wielka Brytania i Wenezuela spierały się o granice Gujany Brytyjskiej. W roku 1895 nowy amerykański sekretarz stanu Richard Olney zaognił konflikt, uznając, że Stany Zjednoczone powinny być w tej sprawie arbitrem. Mimo że ostatecznie kryzys przekształcił się w zgodną współpracę, pisarza zaniepokoiły antybrytyjskie nastroje w amerykańskiej prasie. Poza tym od dłuższego czasu relacje między Caroline i jej bratem Beattym Balestierem były napięte z powodu jego alkoholizmu i długów. W 1896 roku Beatty zaczął grozić Kiplingowi na ulicy. Incydent doprowadził do aresztowania napastnika, ale podczas szeroko komentowanego przesłuchania ucierpiała prywatność pisarza. W tym samym roku, tydzień przed rozpoczęciem kolejnej rozprawy, Kiplingowie wyjechali do Wielkiej Brytanii.
W tym okresie Kipling skupił się głównie na pisaniu utworów przeznaczonych dla młodzieży. Wychwalał w nich przede wszystkim te zalety, od których zależała trwałość brytyjskiego imperium. Podtrzymywał w ten sposób tradycję literatury dydaktycznej z elementami militarnej przygody i bildungsroman. Często ukazywał dorastających chłopców w barwnym, egzotycznym otoczeniu i zachwalał ich zaradność połączoną z pomysłowością i indywidualizmem. Ponieważ ukazywał przy tym proces hartowania się charakteru, krytycy nazywali niekiedy jego teksty opowieściami inicjacyjnymi, podkreślając, że ich bohaterowie przeistaczają się z beztroskich dzieci w dojrzałych młodzieńców
Powieść przygodowa Kapitanowie zuchy (1897), przez niektórych badaczy zestawiana z Wyspą skarbów Roberta Louisa Stevensona, to historia rozpieszczonego szesnastolatka, syna amerykańskiego multimilionera, który podczas podróży statkiem przez Atlantyk wypadł za burtę i został uratowany przez załogę nowofundlandzkiego kutra. Dynamiczną akcję urozmaicają sztormy, groźne góry lodowe i potwory z głębin, a męstwo marynarzy, dających chłopcu podczas połowów lekcję pracowitości i wytrwałości, zostało podkreślone już samym tytułem, będącym aluzją do elżbietańskiej ballady o walecznej Mary Ambree.
Stalky i spółka (1899) to z kolei optymistyczna opowieść o wybrykach trójki urwisów, w której Kipling zawarł wspomnienia z czasów młodzieńczego pobytu w szkole internatowej, przedstawiając samego siebie pod postacią niezdarnego okularnika, a jako tytułowego bohatera portretując przyszłego generała Lionela Dunsterville’a. Przy okazji poparł też kanon angielskich ideałów wychowawczych: uczciwość, prawdomówność, samodzielność, a zwłaszcza pełne poszanowanie dla podziałów społecznych i ustroju państwowego. Zabawne historyjki z życia psotnych uczniów były także okazją do opisania ówczesnych metod pedagogicznych, zgodnie z którymi karność i posłuch uzyskiwano przede wszystkim rózgami. Pisarz opisuje także samych nauczycieli, nie ukrywając, że obok autorytetów zdarzały się wśród nich osoby bezwzględne lub intelektualnie ograniczone. Zdaniem współczesnych krytyków Kipling mimowolnie ukazał szkołę jako system autorytarny o zhierarchizowanej, niemalże wojskowej strukturze. System ten, pełen wewnętrznych konfliktów, przez świat zewnętrzny był postrzegany jako monolit, gdyż cała społeczność w trosce o dobre imię instytucji godziła się na wiele wyrzeczeń.

### PopularnośćKima

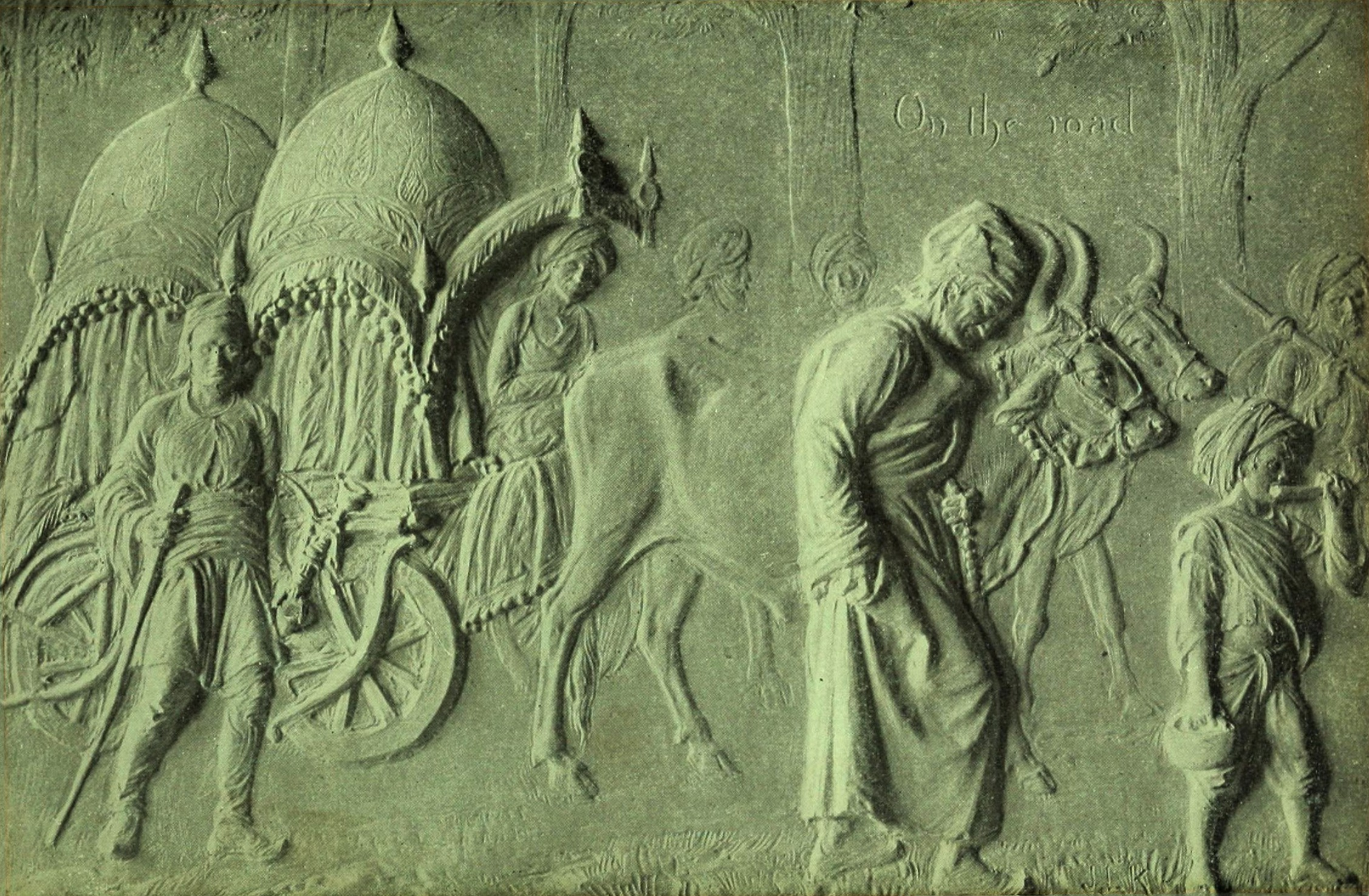
John Lockwood Kipling, ilustracja do Kima, 1901

Dużą popularnością wśród czytelników cieszyła się powieść Kim (1901), przez wielu biografów uważana za najwybitniejsze dzieło pisarza. Niektórzy ze względu na wartką narrację i zmienną scenerię wiązali ją z nurtem literatury pikarejskiej, zwłaszcza z Łazikiem z Tormesu, inni, dostrzegając kunsztowny opis realiów, uważali, że okazała się dokonaniem na miarę Drogi do Indii Edwarda Morgana Forstera. Bohaterem tego utworu był zwerbowany do brytyjskiego wywiadu spostrzegawczy chłopiec, który wraz ze starym lamą przemierzał Indie. Wędrówka tej nietypowej pary pozwoliła pisarzowi ujawnić tamtejsze rozwarstwienie społeczne, zaprezentować kulturową różnorodność oraz nakreślić dowcipny i urozmaicony obraz hinduskiej codzienności. Dla krytyków natomiast opisana podróż była udanym nawiązaniem do słynnych przygód Don Kichota i Sancho Pansy u Cervantesa oraz pana Pickwicka i Sama Wellera w powieści Dickensa. Choć główny bohater, jak często u Kiplinga, żył na pograniczu dwóch odrębnych kultur, to o oryginalności pomysłu i zaskakujących zwrotach akcji tym razem przesądził wątek szpiegowski osadzony w realiach czasów „wielkiej gry”. Dodatkową atrakcją stał się barwny język wszystkich postaci, w którym pisarz zawarł angielskie archaizmy, zabawne błędy artykulacyjne, słowa świadomie użyte w niewłaściwym znaczeniu i określenia z rozmaitych hinduskich narzeczy.
Uważa się niekiedy, że Kipling próbował dzięki tej powieści odeprzeć zarzuty krytyków twierdzących, że jego umiejętności pisarskie ograniczają się jedynie do krótkich form prozatorskich. Okazało się jednak, że także Kim jest w gruncie rzeczy tylko serią opowiadań, w których pojawiają się te same postacie. Niektóre z nich czytelnicy znali już z wcześniejszych tekstów (Lispeth), inne były portretami realnych osób (jako kustosza muzeum Kipling przedstawił własnego ojca). Powieść ta dla badaczy stała się także pretekstem do rozważań na temat stosunku Kiplinga do różnych religii. Przyjmuje się na ogół, że pisarz odnosił się pogardliwie do hinduizmu, który kojarzył z fatalizmem, apatią i zachowaniami eskapistycznymi. Poza tym właśnie w hinduizmie dostrzegał przyczynę wielu problemów społecznych nękających Indie. Znacznie życzliwej traktował buddyzm, daleki od wszelkiej teologicznej ortodoksji, w którym cenił praktyczne zastosowanie zasad etycznych, dających się pogodzić nawet z naukowym materializmem i teorią ewolucji. Ukazanej w Kimie malowniczej panoramie Półwyspu Indyjskiego często zarzucano jednak brak głębszej analizy poruszanych zagadnień, typowej chociażby dla dzieł Josepha Conrada, którego Kipling darzył dużym uznaniem.

### Bajki i opowiadania dla dzieci

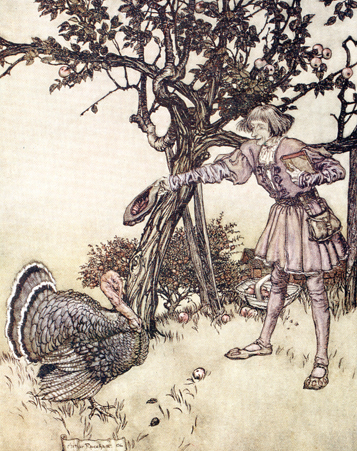
Arthur Rackhman, ilustracja do Puka z Pukowej Górki, około 1906

Powrót Kiplingów do Stanów Zjednoczonych w roku 1899 zakończył się rodzinnym nieszczęściem. Pisarz i jego córka Josephine zapadli na zapalenie płuc, którego dziewczynka nie przeżyła. Po śmierci córki wstrząśnięty Kipling zaczął intensywnie pracować nad zbiorem Takie sobie bajeczki, który ukazał się w roku 1902. Te proste historyjki z morałem, zaliczane do klasyki literatury dziecięcej, dzięki przemyślanej formie i finezyjnemu humorowi stały się atrakcją literacką także dla dorosłych. Pisarz stworzył w tym tomie nowoczesny bestiariusz, dzięki któremu mógł z przymrużeniem oka wyjaśnić najmłodszym czytelnikom, dlaczego słoń ma długą trąbę (The Elephant’s Child), jak powstał garb wielbłąda (How the Camel Got His Hump) albo z jakiego powodu lampart dostał plam na skórze (How the Leopard Got His Spots) oraz opisywał przebiegłego kota, który zawsze chadzał własnymi drogami (The Cat That Walked by Himself) i chełpliwego motyla, który tupał nóżką (The Butterfly That Stamped).
Po raz kolejny pisarz zwrócił się do dzieci w roku 1906, publikując Puka z Pukowej Górki. Wykorzystał wtedy tematy z przeszłości Anglii, pragnąc wzbudzić w młodzieży poszanowanie narodowych tradycji. W opowieściach, rozgrywających się najczęściej na terenie hrabstwa Sussex, pojawiły się tym razem skrzaty i leśne duszki. Autor jednak, wprowadzając tytułową postać Puka, nawiązał nie tylko do Snu nocy letniej. Ukazał także przybyszów z zamierzchłych czasów: normandzkiego rycerza, rzymskiego centuriona, budowniczego z XV wieku oraz Żyda z epoki króla Jana bez Ziemi. Za ich pośrednictwem przedstawił życie zwykłych ludzi na tle ważnych wydarzeń historycznych, do których zaliczył przede wszystkim bitwę pod Hastings, bunt baronów, walki na murze Hadriana i podpisanie Magna Charta Libertatum. W swoich tekstach unikał moralizatorskich pouczeń i jednoznacznych nakazów. Kolejne opowieści miały być świadectwem z dawnych epok, dzięki któremu dzieci odkrywały różnorodne wizje świata. W podobnej konwencji został utrzymany zbiór Rewards and Fairies (1910), z tymi samymi bohaterami poznającymi minione dzieje. Postaciami z przeszłości są tym razem żyjący w neolicie pasterz, królowa Elżbieta I, król Henryk VII, George Washington i wynalazca stetoskopu René Laennec. Po publikacji tego zbioru krytycy po raz kolejny podkreślili, że Kipling w poszczególnych epizodach udatnie naśladuje różne historyczne odmiany języka angielskiego.

## Poezja i polityka

### Heroizm i kpina

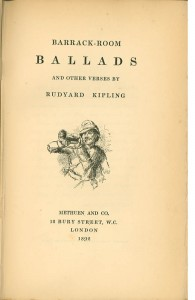
Zbiór wierszy Barrack-Room Ballads, 1892

Kipling większość swoich tekstów prozatorskich wzbogacał fragmentami wierszowanymi: mottami, cytatami, pieśniami albo przysłowiami. Czasami wykorzystywał także utwór poetycki w charakterze wstępu lub posłowia do zbioru opowiadań (Actions and Reactions, Debits and Credits). Niekiedy wiersz stanowił komentarz do głównego tekstu lub rozwijał któryś z jego wątków pobocznych. Z kolei w obu Księgach dżungli zawsze był wyodrębnionym utworem stworzonym rzekomo przez postać ze świata przedstawionego (Śpiew myśliwski Gromady z Seeonee – Hunting-Song of the Seeonee Pack, Śpiew zwierząt obozowych podczas parady – Parade-Song of the Camp Animals). Zdarzało się, że wiersze te zdobywały znaczną popularność i były cytowane niezależnie od prozatorskich partii utworu. W wypadku Puka z Pukowej Górki niejednokrotnie za osobne teksty uważano Pieśń harfiarską duńskich niewiast (Harp Song of the Dane Women), Runy na mieczu Welanda (The Runes on Weland’s Sword) i hymniczne zakończenie Pieśń dzieci (The Children’s Song). Większość tych utworów została następnie zebrana w tomie Songs from Books (1912).
Pierwszy tom poetycki Kiplinga – opublikowane własnym sumptem żartobliwe wiersze Departmental Ditties (1886) – spotkał się z tak dużym zainteresowaniem, że już w tym samym roku ukazało się kolejne wydanie. Czytelników tych tekstów rozbawił przede wszystkim opis absurdalnie rozbudowanej struktury administracyjnej kolonialnych urzędów oraz szczegóły podstępnej walki o awans i apanaże. Pisarz umocnił swoją pozycję zbiorem Barrack-Room Ballads (1892), w którym wykorzystując żołnierski żargon, a niekiedy niegramatyczną angielszczyznę ludzi prostych, opisywał różne epizody z okresu wojen kolonialnych. Spośród tych utworów popularnością cieszył się zwłaszcza wiersz Gunga Din o hinduskim służącym, który roznosił wodę wzdłuż linii bojowej i zginął, ratując rannego szeregowca. Równie znana była pieśń Mandalay, liryczne wspomnienie przywołujące z londyńskiej perspektywy piękno i niezwykłość birmańskiego świata. Za charakterystyczną cechę tych utworów można uznać całkowitą nieobecność wszelkiej patriotycznej wzniosłości. Kipling chwaląc niezmiennie wytrwałość, męstwo i koszarową dyscyplinę, pozwalał sobie nawet na krytycyzm, który wkrótce całkowicie zniknie z jego wierszy. W Tommym dobitnie podkreślał, że pogardzany żołnierz świetnie zdaje sobie sprawę z hipokryzji bojowych haseł. Z kolei bohaterowie The Widow at Windsor (Wdowa z Windsoru, przezwisko królowej Wiktorii), wędrujący wraz z armią po całym świecie, z jawnym sarkazmem opisują wątpliwy zaszczyt służby, który przypadł im w udziale. Przypuszcza się, że właśnie ze względu na ten wiersz Kipling nigdy nie został wyniesiony do godności poety-laureata. Niektóre teksty z Barrack-Room Ballads zaskakiwały dalekim od konwenansu potraktowaniem kwestii obyczajowych. W The Ladies (Damy) Kipling otwarcie zachwalał nawiązywanie bliskich relacji z kobietami różnych ras przez żołnierzy stacjonujących w obcych krajach. Do wielu wierszy z tego okresu skomponowano później muzykę (Percy Grainger, Peter Bellamy), doceniając zwłaszcza ich nieskomplikowany miarowy rytm, który sprawiał, że kojarzyły się z prostymi strofkami przeznaczonymi do chóralnego śpiewania podczas marszu.

### Apologia imperium

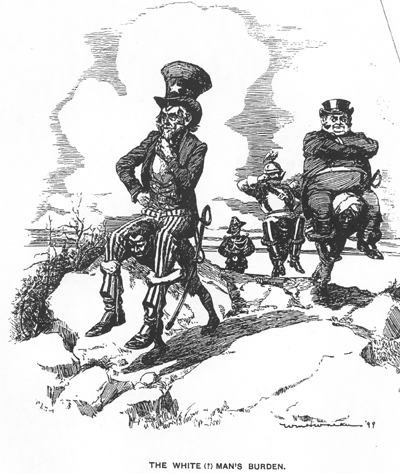
Satyryczny rysunek do wiersza Brzemię białego człowieka, 1899

Po powrocie do Anglii Kipling, nazywany żartobliwie „generalnym inspektorem literackim imperium brytyjskiego”, coraz częściej umieszczał w swoich utworach aluzje polityczne. Opowiedział się całkowicie za polityką Josepha Chamberlaina, ministra kolonii w konserwatywnym rządzie lorda Salisbury’ego, sławiąc zwycięstwo torysów, deprecjonując decentralistyczną politykę liberałów i postulując coraz silniejsze związanie terytoriów zamorskich z macierzą. W tym okresie powstał zbiór The Seven Seas (1896), w którym Kipling opisał ogrom brytyjskiego państwa, mającego posiadłości na wszystkich kontynentach. Za najdobitniejszy przykład jego kolonialnego patriotyzmu i mesjanistycznego spojrzenia na białą rasę uchodzą dwa kontrowersyjne wiersze opublikowane pierwotnie w londyńskim „The Times” i włączone następnie do tomu The Five Nations (1903). Hymn skruchy (Recessional, 1897), ułożony z okazji sześćdziesięciolecia panowania królowej Wiktorii, to pisana biblijnym językiem i utrzymana w chorałowym rytmie przestroga przed pychą i samochwalstwem narodu wybranego, któremu Bóg powierzył władzę nad innymi ludami. Z kolei The White Man’s Burden (Brzemię białego człowieka, 1899), przez jednych postrzegany jako wiernopoddańcza i całkowicie naturalna pochwała rosnącego w siłę mocarstwa, przez innych został uznany za propagandę wojującego imperializmu i towarzyszących mu rasistowskich poglądów. Tytułowym brzemieniem była zdaniem Kiplinga trudna misja opiekuńcza i wychowawcza Brytyjczyków, którzy, rzekomo nie szukając własnych korzyści, spełniali jedynie swój cywilizacyjny obowiązek. Poeta odgrywał w tych wierszach rolę mentora, wspominając o wysokich wymaganiach moralnych dotyczących wszystkich, których posłannictwem było krzewienie wiktoriańskich wartości pośród pogan. Jednocześnie dał wyraz światopoglądowi wywodzącemu się z purytanizmu Olivera Cromwella, heroizmu Thomasa Carlyle’a i rygoryzmu moralnego Johna Wesleya.
Potęgę imperium Kipling sławił także w wielu utworach z tomu The Five Nations, mówiących między innymi o nowych samorządowych społecznościach brytyjskich w pięciu częściach świata. Styl wierszy Kiplinga był na tyle sugestywny, że wiele zawartych w nich określeń weszło do potocznego języka. Do najczęściej cytowanych należy fragment The Ballad of East and West (Ballada o Wschodzie i Zachodzie, 1889): „Wschód to Wschód, a Zachód to Zachód i nigdy się nie spotkają”. Zdanie to, wyrwane z kontekstu, zmieniło swój pierwotny sens. W rzeczywistości intencją autora było podkreślenie, że jeśli spotka się dwóch wybitnych mężczyzn z odległych części świata, przestają istnieć granice terytorialne i różnice rasowe.

### Wojna burska

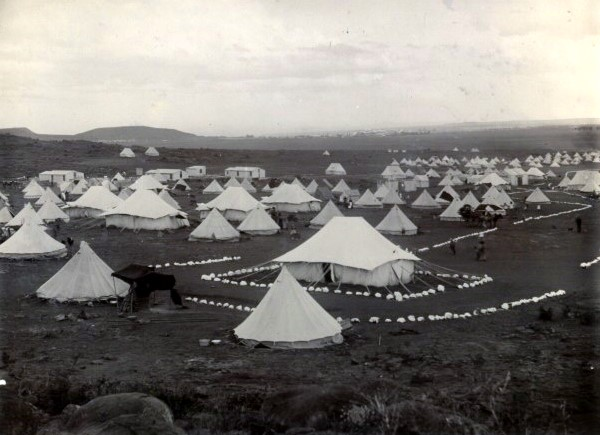
Obóz koncentracyjny w Bloemfontein podczas II wojny burskiej

Na początku 1898 roku pisarz z rodziną wybrał się do Kolonii Przylądkowej na zimowy urlop, rozpoczynając tradycję, która trwała do 1908 roku. Został tam życzliwie przyjęty przez grupę najbardziej znaczących brytyjskich polityków: Alfreda Milnera, Leandera Starra Jamesona oraz, przede wszystkim, Cecila Rhodesa, imperialistę i magnata diamentowego, który wsławił się późniejszą koncepcją „od Kapsztadu do Kairu”, przewidującą kolonizację ziem afrykańskich od Prowincji Przylądkowej aż do Egiptu. To pod jego wpływem Kipling wspierał brytyjski czyn zbrojny w wojnie z Burami, których bunt stał w jawnej sprzeczności z ideą bezwzględnego posłuszeństwa dominiów wobec Wielkiej Brytanii. Dużą popularnością cieszył się zwłaszcza wiersz Lichtenberg (1901), upamiętniający na przykładzie jednego weterana poświęcenie wielu Australijczyków, którzy ochotniczo wsparli interesy imperium. Wojny burskie pojawiają się również w opowiadaniach, ukazujących Brytyjczyków jako nację przestrzegającą zasad kodeksu honorowego w przeciwieństwie do interesownych Amerykanów i perfidnych miejscowych partyzantów (The Captive – Jeniec 1902, A Sahibs’ War – Wojna sahibów 1904). Podczas kolejnej wizyty na południu Afryki pisarz pomógł w założeniu gazety „The Friend” dla oddziałów w Bloemfontein, niedawno podbitej stolicy Wolnego Państwa Oranii, gdzie dowodził Frederick Roberts. Ta dziennikarska praca trwała zaledwie dwa tygodnie, ale dla pisarza była pierwszym po dziesięciu latach powrotem do redakcji oraz początkiem przyjaźni z Percevalem Landonem i Howellem Arthurem Gwynne’em.
Spośród wierszy rozdzielających opowieści zawarte w tomie Rewards and Fairies (1910) znalazł się wielokrotnie cytowany utwór Jeżeli (If–, 1910), zainspirowany prawdopodobnie postacią i czynami Leandera Starra Jamesona, który wsławił się udziałem w wojnie burskiej. Utwór ten, uważany za pomnikowy przykład dojrzałej twórczości Kiplinga, był kwintesencją jego przekonań i zarazem kodeksem wzorowego postępowania. Poeta posługując się podniosłym językiem, propagował w nim życiowy program rzetelności, wstrzemięźliwości i wytrwałości. Ta pochwała samokontroli i stoicyzmu, będących gwarantem człowieczeństwa, na której wychowało się kilka pokoleń Brytyjczyków, uchodzi do dzisiaj za najbardziej znany wiersz Kiplinga. Zapewne dlatego podczas rewolty młodych gniewnych sam utwór, w założeniu wspierający tężyznę angielskiej młodzieży, stał się symbolem bezmyślnego drylu, serwilizmu i skostniałych podziałów społecznych. W roku 1968 Lindsay Anderson, nawiązując do powszechnie rozpoznawalnego tytułu, nakręcił film Jeżeli..., wyróżniony Złotą Palmą w Cannes. Reżyser utożsamiając się ze zbuntowanymi rówieśnikami, pokazał w alegorycznym finale grupę uczniów, którzy strzelają do szkolnych notabli i przedstawicieli wyższych sfer.

## Działalność polityczna

### Brytyjskie konflikty

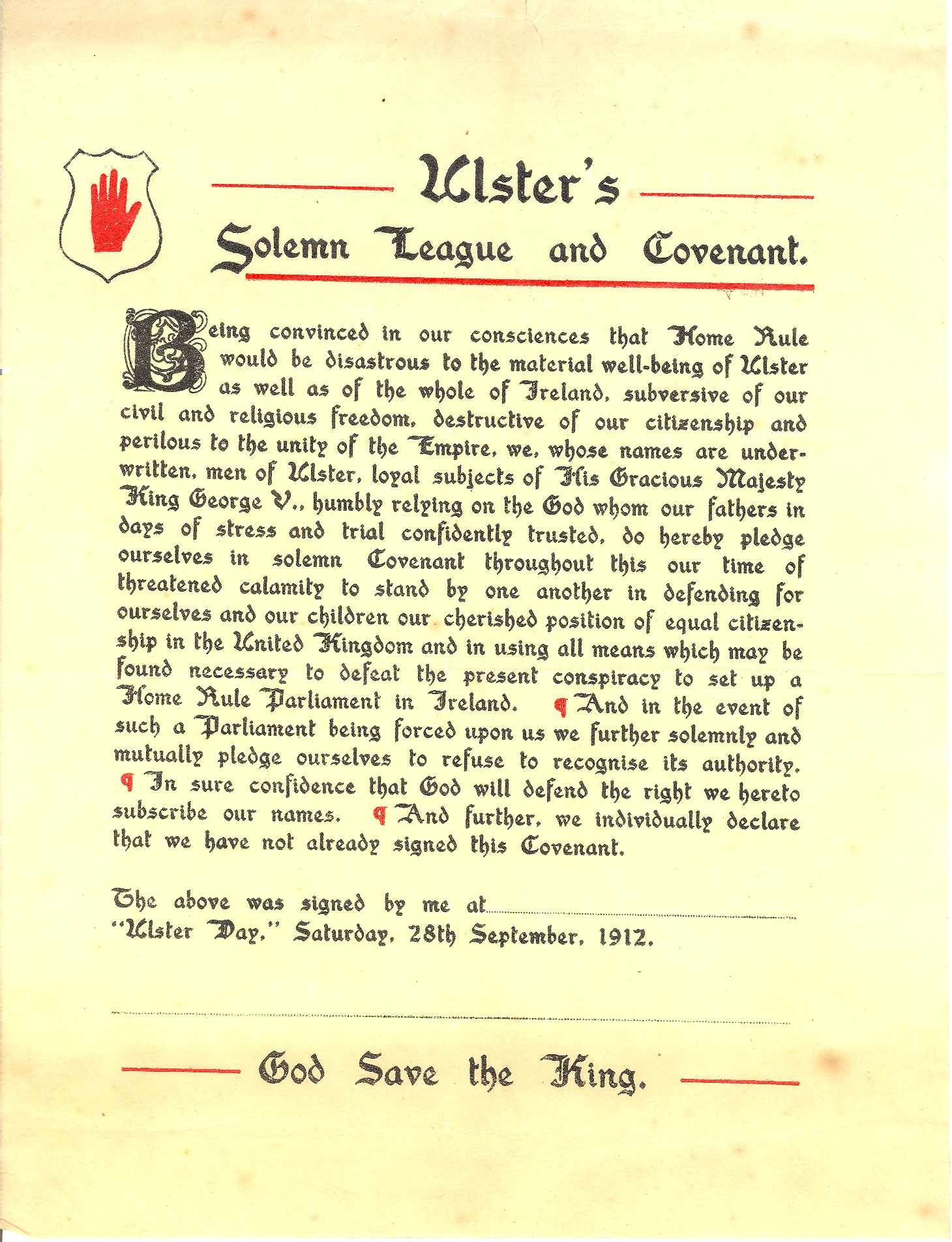
Uchwała ulsterska, 1912

Gdy za panowania Edwarda VII konserwatyści zostali odsunięci od władzy, wpływy i popularność Kiplinga zaczęły słabnąć, chociaż on sam nigdy nie wstąpił do partii, nie piastował żadnego politycznego stanowiska, a nawet odmówił przyjęcia tytułu szlacheckiego. Opinii publicznej jednak nie zaprzątała już kwestia kolonii, tylko burzliwe zmiany w Izbie Lordów, a pisarz wbrew ogólnym tendencjom popierał wszelkie działania wymierzone przeciwko liberalnemu rządowi. Mimo rosnącej niechęci otoczenia, dla środowisk prawicowych nadal był niekwestionowanym autorytetem. Został nawet poproszony przez Maxa Aitkena o wypowiedź podczas kanadyjskich wyborów w roku 1911. Opublikowano wtedy apel pisarza, w którym sprzeciwiał się umowie wzajemnej ze Stanami Zjednoczonymi, uważając, że po jej podpisaniu Kanada będzie musiała się podporządkować amerykańskim wartościom i regułom prawnym. Przez następny tydzień apel Kiplinga był przedrukowywany przez większość anglojęzycznych gazet w Kanadzie.
Kiedy w Irlandii coraz większe sukcesy zaczęły odnosić ugrupowania domagające się choćby częściowej niepodległości, Kipling zdecydowanie opowiedział się po stronie unionistów, odrzucających jakiekolwiek dążenia separatystyczne. Utrzymywał w tym czasie kontakty z Edwardem Carsonem, przywódcą unionistów ulsterskich, który odpowiadał za szkolenie lokalnych oddziałów ochotniczych i zorganizował w Belfaście potężną manifestację przeciwko niezależnym irlandzkim rządom. W wierszu Ulster (1912) Kipling upamiętnił podpisanie przez blisko 500 000 osób uchwały, w której przeciwstawiono się próbom odłączenia Irlandii Północnej od Korony.
Zachowawczy światopogląd Kiplinga dotyczył także kwestii związanych z równouprawnieniem płci. Pisarz wrogo odnosił się do wszelkich ruchów emancypacyjnych, a w roku 1911 jednoznacznie opowiedział się przeciwko przyznaniu kobietom prawa wyborczego. Swoją niechęć do sufrażystek wyraził dobitnie w wierszu The Female of the Species (Samica tego gatunku, 1911). Był także zdecydowanym antykomunistą, co umocniło jego przyjaźń z popularnym pisarzem i wrogiem bolszewizmu Henrym Riderem Haggardem.

### Walka z barbarzyństwem

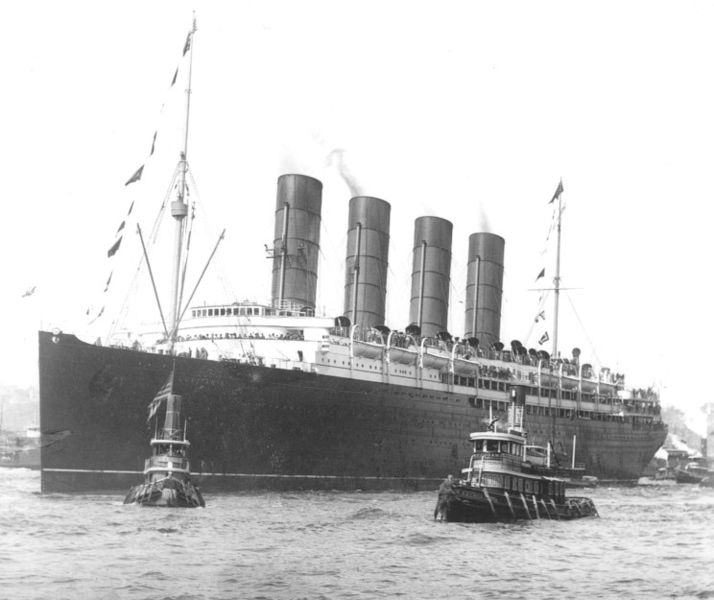
RMS „Lusitania”, 1907

Na początku I wojny światowej Kipling pisał pamflety i wiersze, którymi zachęcał do zbrojnego oporu i wspierał działania mające na celu odzyskanie zajętej przez Niemców Belgii. W tych cieszących się dużą poczytnością utworach wysławiał brytyjskich żołnierzy, podkreślając, że armia jest miejscem dla bohaterów i drwił z tych, którzy próbowali uniknąć służby wojskowej (For All We Have and Are – Za wszystko, co mamy i czym jesteśmy, 1914). Mimo że był świadomy okrucieństw, jakich dopuszczali się najeźdźcy wobec ludności cywilnej, kładł nacisk głównie na aspekt przetrwania i triumfu. Gwałtownym protestem zareagował natomiast na wiadomość o storpedowaniu w roku 1915 statku pasażerskiego „Lusitania”. Wojnę uważał za cywilizacyjną krucjatę przeciwko barbarzyńcom, twierdząc bez ogródek, że na świecie można wyróżnić dwie kategorie istot: ludzi i Niemców. Krytycznie oceniał sposób, w jaki prowadzono działania zbrojne, już w 1914 roku dając wyraz oburzeniu, że Niemcy jeszcze nie zostały pokonane. Z tego powodu oskarżał o nieudolność całe przedwojenne pokolenie brytyjskich polityków, którzy – jak sądził – nie wyciągnęli wniosków z wojen burskich. Do jego najbardziej niejednoznacznych tekstów z tego okresu należy opowiadanie Mary Postgate (1915). Opisał w nim motywy postępowania Angielki, która znalazła w swoim ogrodzie rannego niemieckiego pilota i nie udzieliła mu pomocy, z satysfakcją obserwując jego śmierć.
W ocenie Kiplinga szczególnie istotna była rozbudowa ojczystej floty. Już przed wojną postulował podjęcie zdecydowanych działań w odpowiedzi na rozwój niemieckiej marynarki pod dowództwem Alfreda von Tirpitza. Jako znawca tej tematyki został nawet oficjalnie zaproszony w roku 1897 na wielkie manewry morskie i komentował posunięcia strategiczne brytyjskiej admiralicji. Wzmocnienie floty było głównym tematem serii gwałtownych artykułów drukowanych w „The Times” i „The Morning Post”, które opublikował następnie pod wspólnym tytułem A Fleet in Being (1898). Ta problematyka była mu bliska także po wybuchu wojny. W The Fringes of the Fleet (1915) zawarł kilka wierszy marynistycznych, do których Edward Elgar skomponował muzykę, a w kolejnych artykułach pisanych na zlecenie Ministerstwa Informacji (Sea Warfare, 1916) nadal z entuzjazmem opisywał znaczenie floty, z którego ogół Brytyjczyków nie zdawał sobie sprawy.

### Śmierć syna

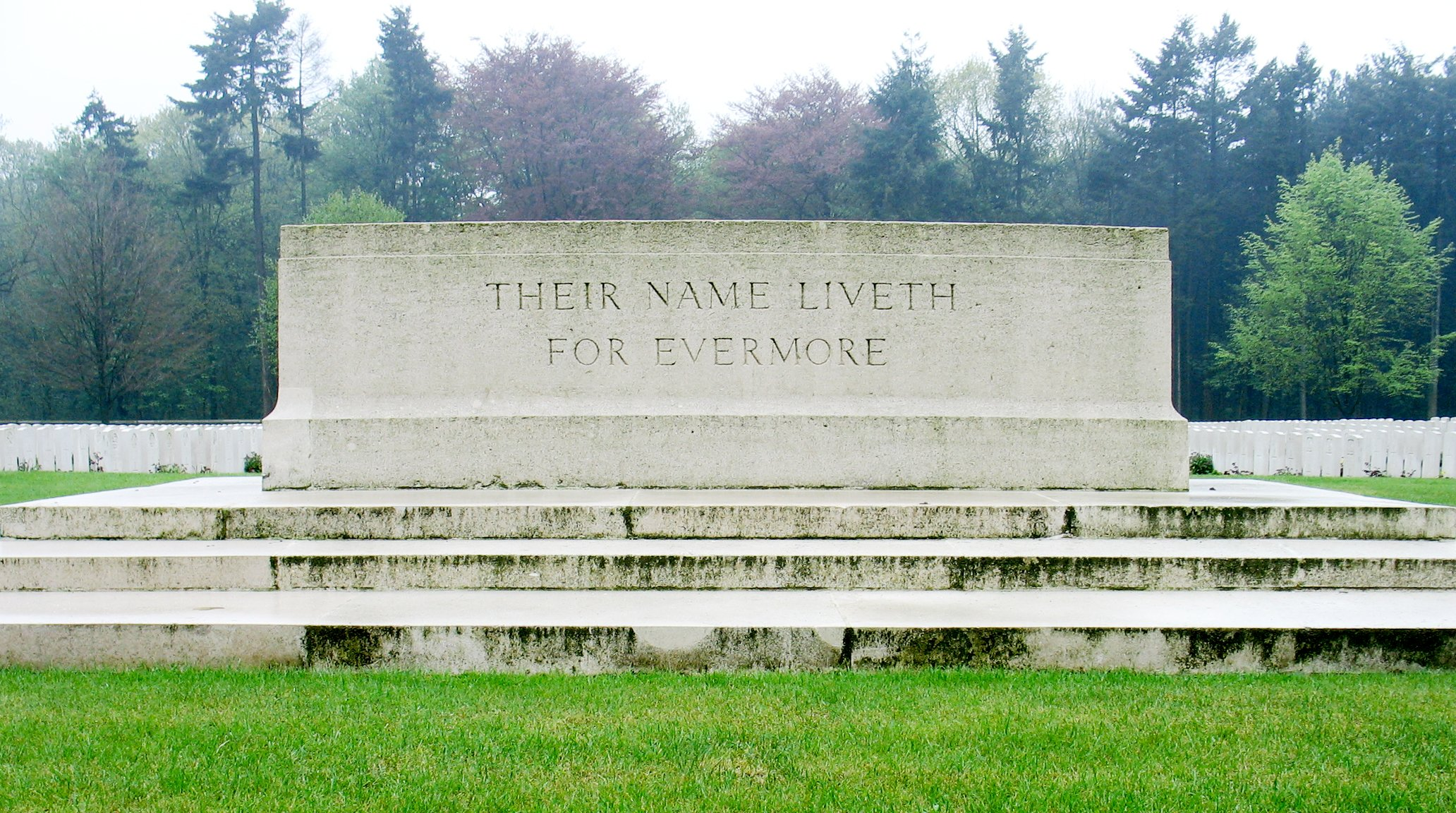
Monument z wersetem „Imię ich żyje w pokoleniach”, cmentarz nieopodal Ypres

Kipling uważał za oczywiste, że jego syn powinien uczestniczyć w wojnie. Osiemnastoletni John dwukrotnie próbował się zaciągnąć, ale odrzucono go ze względu na zaawansowaną krótkowzroczność. Ojciec wykorzystał wtedy swoją wieloletnią przyjaźń z lordem Robertsem, głównodowodzącym brytyjskiej armii, i wbrew orzeczeniom komisji lekarskiej Johna przyjęto do Gwardii Irlandzkiej. Zaraz po wcieleniu został wysłany na front i we wrześniu 1915 roku wziął udział w walkach o Loos-en-Gohelle. Po raz ostatni widziano go na polu bitwy. Jeden z żołnierzy twierdził, że John odniósł rozległą ranę postrzałową twarzy, ale ponieważ nie było jednoznacznego świadectwa śmierci, oficjalnie uchodził za zaginionego. Kipling blisko dwa lata miał nadzieję, że jego syn dostał się do niewoli. Na prośbę pisarza brytyjskie samoloty zrzucały po niemieckiej stronie frontu ulotki z apelem o pomoc w poszukiwaniach. Ciało Johna zidentyfikowano, choć bez całkowitej pewności, dopiero w roku 1992. Kipling pośrednio nawiązał do tej śmierci dwuwierszem: „Gdy spytają, czemu śmierć już włada nami, / Odpowiedz: Bo ojcowie ich byli kłamcami”, co wielu biografów uznało za dowód jego poczucia winy.
Po tej tragedii pisarz przyłączył się do Komisji Grobów Wojennych Imperium Brytyjskiego, organizacji założonej przez Fabiana Ware’a, która sprawowała pieczę nad brytyjskimi cmentarzami wszędzie tam, gdzie zginęli żołnierze Wspólnoty Narodów. To Kipling wybrał biblijny werset „Imię ich żyje w pokoleniach” (Mądrość Syracha 44, 14), który umieszczano na tablicach pamiątkowych przy grobach poległych. Również Kipling ułożył inskrypcję „Znany Bogu” na grobach nieznanych żołnierzy i wymyślił napis „Zmarli w chwale” na londyńskim cenotafie. By upamiętnić syna, napisał także dwutomową historię Gwardii Irlandzkiej (1923), zawierającą frontowe wspomnienia oraz wyimki z żołnierskich listów i dzienników. Żałoba Kiplinga łączona była niekiedy z wierszem My Boy Jack (Mój syn Jack, 1916), chociaż utwór ten towarzyszył opisowi bitwy jutlandzkiej i wydaje się mówić o śmierci na morzu. Bezpośrednim nawiązaniem do osobistych przeżyć był również wiersz The King’s Pilgrimage (Pielgrzymka króla, 1922), opisujący wędrówkę Jerzego V po miejscach pamięci stworzonych przez Komisję. Duże wrażenie na czytelnikach wywarło opowiadanie The Gardener (Ogrodnik, 1925), w którym niezamężnej kobiecie przy grobie syna towarzyszy enigmatyczna postać przywodząca na myśl Chrystusa.
Szczególnym przeżyciem związanym z czasami wojny była dla Kiplinga korespondencja z Francuzem, Maurice’em Hammoneau, któremu życie ocalił egzemplarz Kima schowany na piersi w kieszeni kurtki mundurowej. Żołnierz podarował pisarzowi książkę, w której utkwiła kula, i swój Krzyż Wojenny, Kipling zaś w roku 1929 zgodził się zostać ojcem chrzestnym jego syna.

## Czasy powojenne

### Między Francją a Niemcami

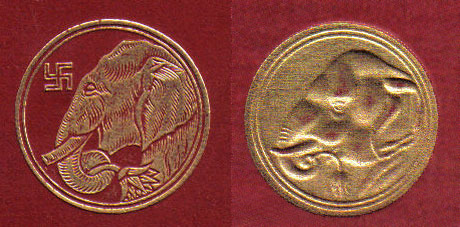
Okładki dwóch książek Rudyarda Kiplinga, z roku 1919 (z widoczną swastyką) i z roku 1930 (po usunięciu swastyki)

Po wojnie Kipling odnosił się sceptycznie do Ligi Narodów i czternastu punktów Wilsona. Żywił nadzieję, że Stany Zjednoczone zrezygnują z polityki izolacjonizmu i że powstanie przymierze angielsko-francusko-amerykańskie. Pisarz nazywał Francję i Anglię bliźniaczymi fortecami europejskiej cywilizacji. Nieustannie ostrzegał przy tym przed korzystnym dla Niemców rewidowaniem ustaleń traktatu wersalskiego, uważając, że wszelkie ustępstwa mogą doprowadzić do kolejnej wojny. Wspierał prezydenta Raymonda Poincarégo i w roku 1923 był jednym z nielicznych angielskich intelektualistów opowiadających się wbrew swojemu rządowi i opinii publicznej za francuską okupacją Zagłębia Ruhry. Swojej sympatii do Francji dał wyraz także w odzie France (Francja, 1913) i we wspomnieniach Souvenirs of France (1933).
Kipling deklarował się jako przeciwnik faszyzmu, a Oswalda Mosleya uważał za niebezpiecznego arywistę. Już w roku 1933 napisał, że hitlerowcy dążą do krwawego konfliktu, a w roku 1935 nazwał Benita Mussoliniego obłąkanym megalomanem. Ponieważ na okładkach wielu książek Kiplinga umieszczano swastykę wraz z wizerunkiem Ganeśi, boga o głowie słonia, pisarz bywał mylnie uznawany za zwolennika nazizmu. Swastyka u Kiplinga, prawo- i lewoskrętna, nawiązywała jednak do indyjskiego znaczenia tego znaku, będącego symbolem pomyślności. Jeszcze przed dojściem do władzy narodowych socjalistów Kipling nakazał usunąć ją z matryc drukarskich, by nie posądzano go o popieranie wrogiej ideologii. W wierszu The Storm Cone (Oko cyklonu, 1932), na rok przed objęciem przez Hitlera stanowiska kanclerza Niemiec, przypominał, że światowy pokój jest tylko krótkim okresem złudnej ciszy. W roku 1935 wygłosił także mowę, w której ostrzegał przed zagrożeniem ze strony nazistowskich Niemiec.

### Światowy prestiż

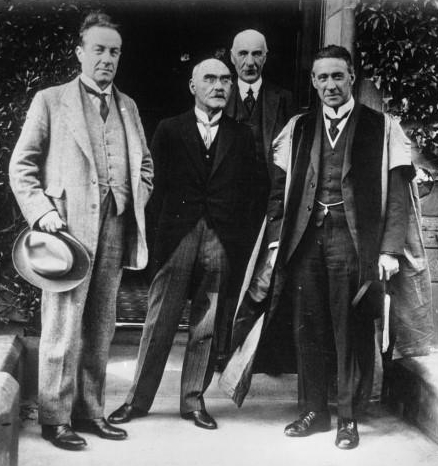
Rudyard Kipling jako rektor uniwersytetu w St Andrews, 1923

W roku 1907, w wieku zaledwie 42 lat, Kipling został laureatem literackiej Nagrody Nobla. Podczas ceremonii w Sztokholmie sekretarz Akademii Szwedzkiej, Carl David af Wirsén, złożył hołd zarówno pisarzowi, jak i trzem wiekom angielskiej literatury. Sam Kipling natomiast zrezygnował z wygłoszenia zwyczajowego wykładu. Wkrótce otrzymał także tytuły doktora honoris causa uniwersytetów w Oksfordzie, Cambridge, Edynburgu, Montrealu i Paryżu. W roku 1926 Królewskie Towarzystwo Literackie przyznało mu złoty medal, a w roku 1933 został członkiem zagranicznym francuskiej Akademii Nauk Moralnych i Politycznych (w 1937 jego miejsce zajął Marceli Handelsman). Jeszcze za życia pisarza, w roku 1927, powstało w Anglii Towarzystwo Kiplingowskie, zajmujące się badaniem i popularyzacją jego utworów.
Późna twórczość Kiplinga odzwierciedlała jego kult rzemiosła, uznanie dla sprawności zawodowej i wiarę w postęp techniczny. Swoim przekonaniom dał wyraz w popularnym wierszu nawiązującym do biblijnej przypowieści o synach Marty, robotnikach, i synach Marii, myślicielach (The Sons of Martha, 1907), w którym z wyraźną sympatią odnosił się do ludzi żyjących z pracy własnych rąk. Do tego właśnie wiersza pisarz nawiązał w roku 1922, kiedy profesor inżynierii lądowej Herbert Haultain z uniwersytetu w Toronto poprosił go o napisanie uroczystego ślubowania oraz przygotowanie mowy na zakończenie studiów. Oba te teksty zostały oficjalnie zatytułowane The Ritual of the Calling of an Engineer (Rytuał powołania inżyniera). Kipling zresztą niejednokrotnie w różnych wierszach wspominał o potędze techniki (McAndrew’s Hymn – Hymn McAndrew 1893), a w opowiadaniach ze zbioru The Day’s Work z przejęciem opisywał elementy parowca i funkcjonowanie lokomotywy. Tym samym stał się jednym z pierwszych pisarzy, którzy włączyli mechanizację uprzemysłowionego świata do literatury pięknej. Z kolei w akcji opowiadania Mrs Bathurst (Pani Bathurst, 1904) kluczową rolę odgrywał seans kinematograficzny. Wszystkie nowinki Kipling chętnie wykorzystywał także we własnym życiu. Wraz ze wzrostem popularności samochodów, zaczął publikować w brytyjskiej prasie artykuły związane z motoryzacją, pisząc entuzjastycznie o swoich podróżach po Anglii, mimo że zwykle jeździł z szoferem. W roku 1922 został również honorowym rektorem szkockiego uniwersytetu w St Andrews. Stanowisko to zajmował do roku 1925. W mowie inauguracyjnej (Independence – Niepodległość), zwracając się do młodych Szkotów, przypomniał męstwo ich przodków i podkreślał, że najistotniejsze w życiu są odwaga i samodzielność.

### Ostatnie lata

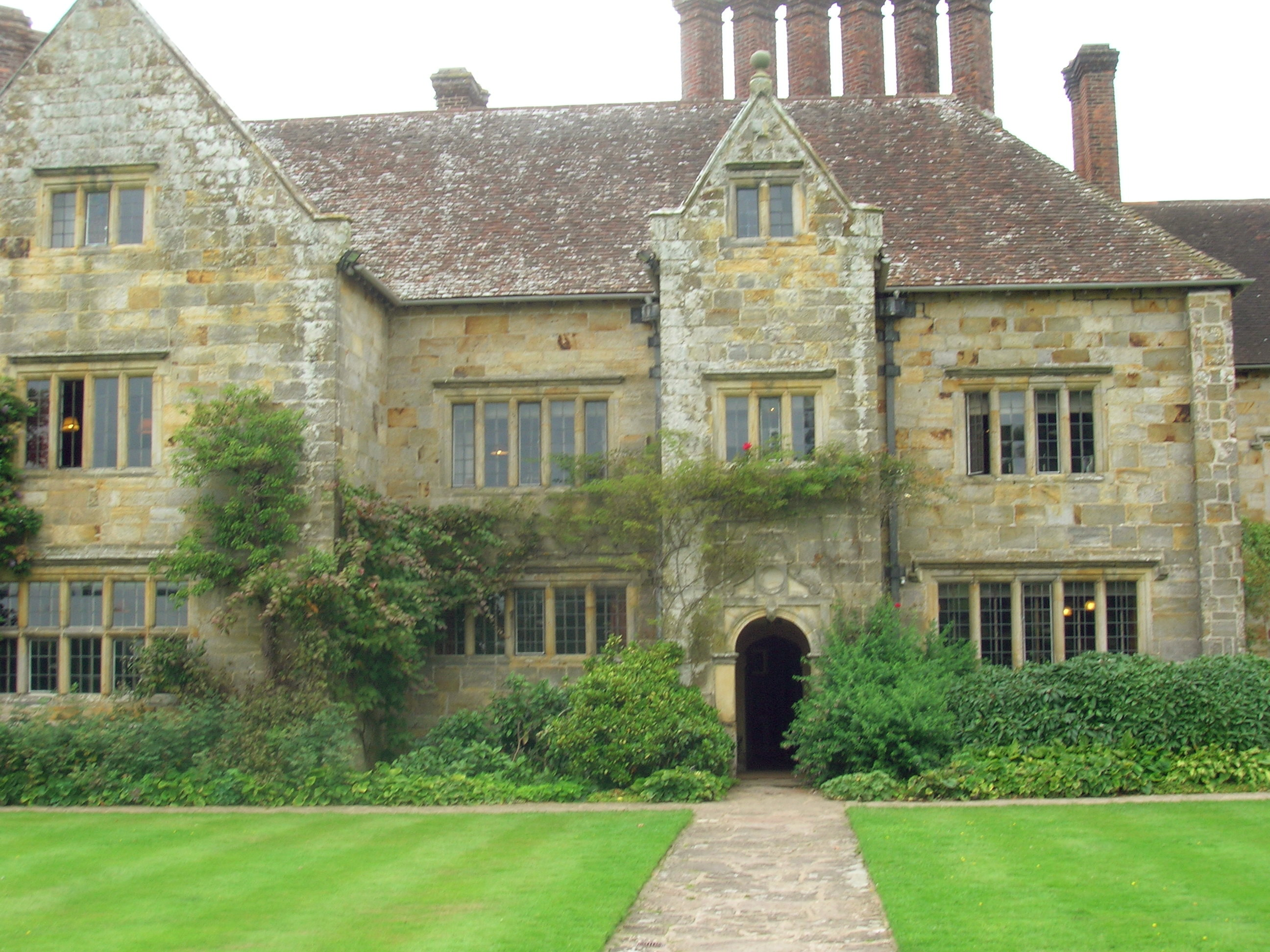
Bateman’s, dom Rudyarda Kiplinga

Kipling tworzył aż do lat trzydziestych XX wieku, ale znacznie wolniej i już bez większych sukcesów. Dużą popularnością cieszył się tylko tom jego opowiadań Thy Servant a Dog (1930), ukazujący rozmaitych ludzi widzianych oczami ich psów. Trzeźwy bilans swojego życia i dorobku zawarł w niedokończonej autobiografii Something of Myself. Z czasem zaniechał nawet komentowania wydarzeń politycznych. O śmierci pisarza przedwcześnie doniosła jedna z gazet, do której niezwłocznie napisał: „Właśnie przeczytałem, że umarłem. Nie zapomnijcie, proszę, usunąć mnie z listy prenumeratorów”. W ostatnim okresie życia Kipling cierpiał na poważne dolegliwości gastryczne, które nasiliły się po śmierci syna. Lekarze wykluczyli nowotwór, podejrzewali natomiast nieżyt żołądka albo zapalenie jelit. Jednak zalecane kuracje, wymagające między innymi usunięcia wszystkich zębów, okazały się nieskuteczne. Kipling zmarł w wyniku krwotoku po perforacji wrzodu dwunastnicy w nocy 18 stycznia 1936 roku, dwa dni przed swoim przyjacielem Jerzym V. Ciało pisarza poddano kremacji, a jego prochy pochowano 22 stycznia 1936 w Opactwie Westminsterskim, obok grobów Charlesa Dickensa i Thomasa Hardy’ego.
Po śmierci żony Kiplinga w 1939 roku ich siedemnastowieczna posiadłość Bateman’s w Burwash została przekazana National Trust, organizacji zajmującej się ochroną dziedzictwa kulturowego. Obecnie w Bateman’s znajduje się muzeum poświęcone pisarzowi. Wydanie zbiorowe jego dzieł (Complete Works, 1937-1940) obejmuje 35 tomów. Nazwisko Kiplinga nosił brytyjski niszczyciel z czasów II wojny światowej. Od roku 2010 jego nazwisko nosi również jeden z kraterów na Merkurym. W Kanadzie, u szczytu popularności Kiplinga, na jego cześć nazwano miasto w południowo-wschodnim Saskatchewan.

## Rozbieżne oceny

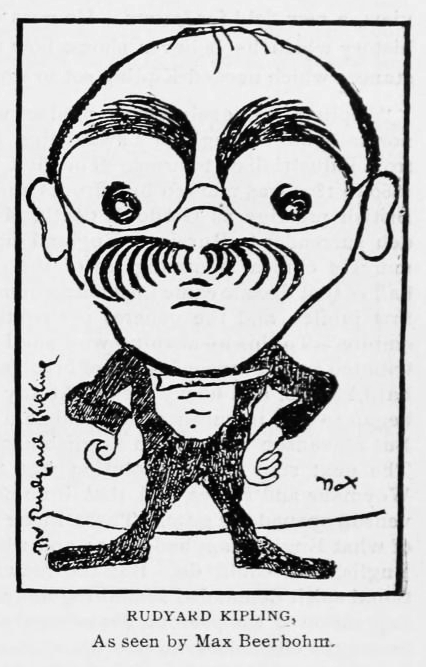
Rudyard Kipling w karykaturze Maksa Beerbohma, 1901

Twórczość Kiplinga jeszcze za jego życia podlegała skrajnie różnym ocenom w zależności od zapatrywań politycznych i społecznych badaczy. Seria napastliwych artykułów prasowych rozpoczęła się już w roku 1891, kiedy to zarzucano mu egotyzm, próżność i szowinizm. Niechętne opinie towarzyszyły pisarzowi nawet w okresie największej sławy, choć niektórzy krytycy podkreślali, że rasistowskie komentarze w jego utworach wypowiadały postacie fikcyjne, a nie on sam, co pozwalało na dokładniejsze scharakteryzowanie bohaterów. Wypominano również Kiplingowi, że nigdy otwarcie nie potępił masakry cywilów w Amritsarze (1919), chociaż deklarował się jako przeciwnik siłowego rozwiązywania konfliktów w granicach imperium. W ostatnich latach życia został poddany ostracyzmowi przez środowisko postępowych intelektualistów, widzących w nim przede wszystkim groteskową figurę z karykatur Maksa Beerbohma.
Po śmierci Kiplinga dyskusje na temat jego twórczości odżywały przy okazji kolejnych wznowień. Do pisarzy o ogromnych uzdolnieniach zaliczył go T.S. Eliot, przeciwstawiając się opiniom, że jest on jedynie dziennikarzem, który schlebia gminnym gustom. W eseju poprzedzającym wybór jego wierszy (Rudyard Kipling, 1941) docenił przemyślaną konstrukcję niektórych ballad (Danny Deever, 1892) oraz mistrzostwo epigramatów, widoczne zwłaszcza w pełnych goryczy Epitaphs of the War (Epitafia wojenne), będących poetyckim rozdziałem tomu The Years Between (1919). Podkreślił przy tym, że nie zauważa w tych utworach żadnych przejawów wyższości rasowej. Z bezprecedensową krytyką wystąpił wtedy George Orwell (Kipling, 1942), nazywając pisarza reprezentantem brytyjskiej klasy rządzącej, którego dzieła są nie tylko wyzbyte wrażliwości moralnej, ale także odstręczające pod względem estetycznym. Dodał przy tym, że skoro sam Kipling uważał się za konserwatystę, to siłą rzeczy należy go zaliczyć do grona rasistów, których twórczość była zapowiedzią ideologii faszystowskiej. Z kolei Herbert George Wells skrytykował Stalky’ego i spółkę, widząc w tym utworze aprobatę autora dla stosowania przemocy przy milczącym przyzwoleniu władzy. James Joyce uznał Kiplinga, wraz z Lwem Tołstojem i Gabrielem D’Annunzio, za jeden z największych talentów dziewiętnastowiecznej literatury, choć przyznawał, że całą trójkę łączą niemal fanatyczne poglądy na temat religii lub patriotyzmu. Jego utwory były również chwalone przez tak różnych pisarzy, jak Poul Anderson, Randall Jarrell i Jorge Luis Borges, który szczególnie wysoko ocenił opowiadanie The Church that was at Antioch (W Antiochii, w tamtejszym kościele, 1932).
W niezależnych Indiach pisarz początkowo traktowany był niechętnie za sprawą imperialistycznego wydźwięku swoich tekstów, zwłaszcza tych sprzed I wojny światowej. Jego książki – z wyjątkiem niektórych opowiadań dla dzieci – często pomijano w programach nauczania literatury angielskiej w szkołach średnich i na uniwersytetach. Z czasem odbiór tej twórczości stał się znacznie bardziej zniuansowany, a Kiplinga powszechnie czytali zwłaszcza ci przedstawiciele hinduskich elit, chociażby Jawaharlal Nehru, którzy odebrali europejskie wykształcenie. Wszelkie porównania z Kiplingiem zdecydowanie odrzucał inny noblista, Rabindranath Tagore, natomiast Gandhi w swoich ocenach był raczej wyrozumiały, twierdząc bez podawania konkretów, że intencje pisarza niekiedy niewłaściwie rozumiano. Ambiwalentny stosunek do utworów Kiplinga zawarł w swojej opinii także Salman Rushdie, który dostrzegając w jego twórczości rasistowskie akcenty, widział w niej również niekłamaną fascynację Indiami.

## Najważniejsze ekranizacje

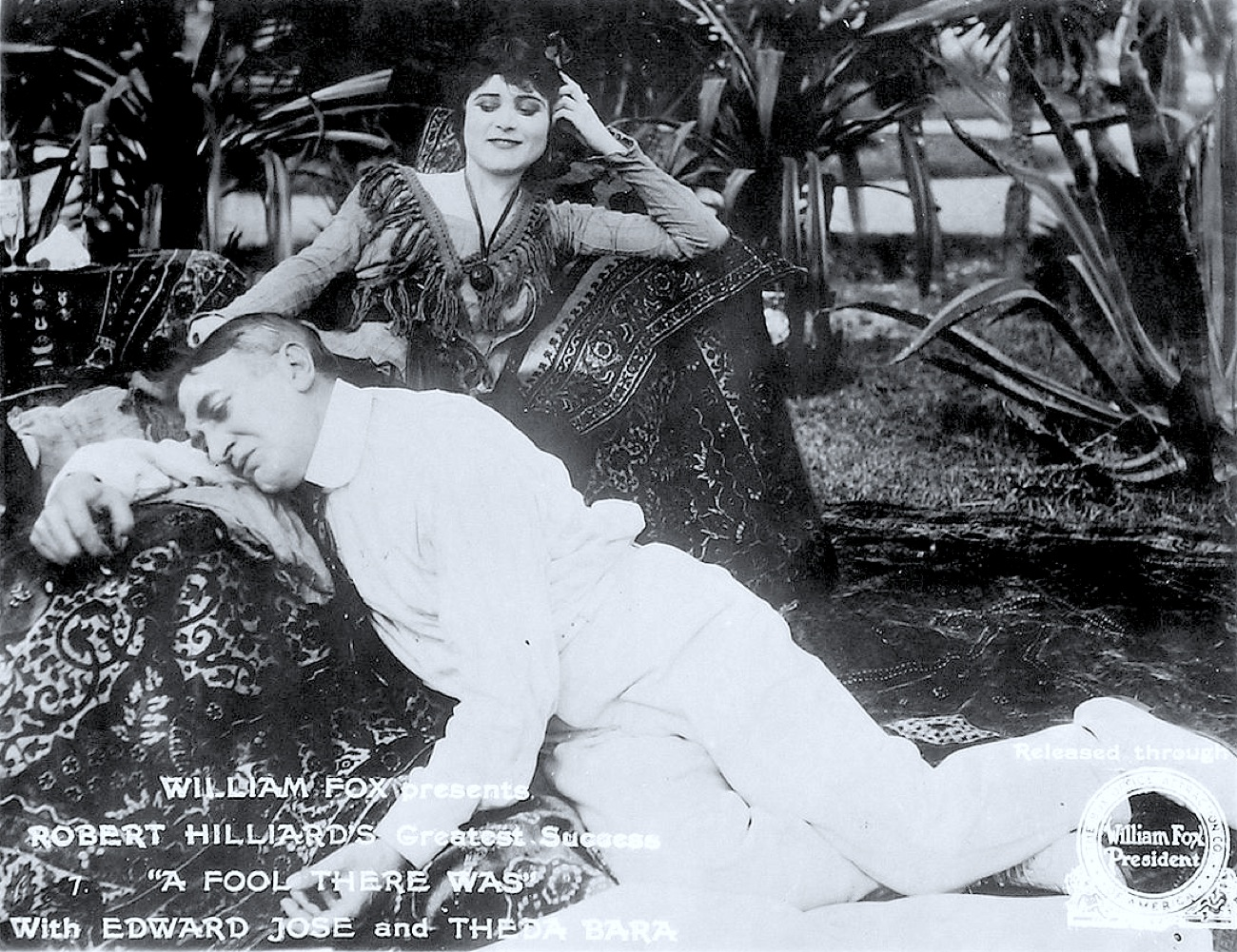
Theda Bara i Edward José, Był sobie głupiec, 1915

Spośród wszystkich dzieł Kiplinga najczęściej przenoszono na ekran poszczególne opowiadania ze zbioru Księga dżungli. W pierwszej adaptacji, Kala Nag z roku 1937 w reżyserii Roberta J. Flaherty’ego i Zoltana Kordy, wykorzystano zarys historii opisanej w Toomaim od Słoni. Film ten uchodził za typowy przykład kinematograficznego paternalizmu wobec ludów uważanych za prymitywne. Uznano, że kompromis między dokumentalnym stylem Flaherty’ego a atelierową manierą Kordy dał w rezultacie efekt jedynie przeciętny. Korda powrócił jeszcze do Księgi dżungli w roku 1942, angażując ponownie do głównej roli Sabu Dastagira, aktora pochodzenia hinduskiego. Jednak w historii kina zapisała się przede wszystkim wersja animowana z wytwórni Walta Disneya w reżyserii Wolfganga Reithermana (1967). Do sukcesu filmu przyczyniły się ekspresyjne sylwetki zwierząt, dynamiczna postać głównego bohatera i zróżnicowane stylistycznie melodie, od jazzowej pieśni małpiego króla po hipnotyczną kołysankę węża.
Z tekstów Kiplinga korzystali często reżyserzy, którzy specjalizowali się w pełnych rozmachu epopejach, egzotycznych melodramatach lub w filmach przygodowych. Po raz pierwszy jego opowiadanie przeniósł na ekran w roku 1921 James Young. W tym dramacie obyczajowym, zatytułowanym podobnie jak literacki pierwowzór Bez błogosławieństwa bożego (Without Benefit of Clergy), pisarz nie tylko odpowiadał za scenariusz, ale także figurował w czołówce jako autor scenografii. Mimo to nie ukrywał rozczarowania ostatecznym rezultatem. W roku 1937 Victor Fleming nakręcił na podstawie Kapitanów zuchów film Bohaterowie morza ze Spencerem Tracym, który za rolę dzielnego rybaka został nagrodzony Oscarem. W tym samym roku miał premierę Strzelec z Bengalu, adaptacja opowiadania Mały Willie Winkie (Wee Willie Winkie, 1888). Reżyser, John Ford, zdecydował się zmienić płeć głównego bohatera, żeby w filmie mogła zagrać Shirley Temple, dziecięca gwiazda tamtych czasów. Wyraźne cechy melodramatu ma Światło, które zagasło Williama A. Wellmana z roku 1939. Kima przeniósł na ekran w roku 1950 Victor Saville, obsadzając w roli tajnego agenta Errola Flynna. Dużym powodzeniem u krytyków i publiczności cieszył się film Johna Hustona Człowiek, który chciał być królem (1975) z Michaelem Caine’em i Seanem Connerym jako byłymi żołnierzami ruszającymi na podbój dzikich plemion i z Christopherem Plummerem w roli samego Kiplinga.
Inspiracją dla reżyserów były nie tylko dzieła prozatorskie Kiplinga, ale również jego utwory poetyckie. Pisarz, zafascynowany obrazem Philipa Burne’a-Jonesa, opublikował w roku 1897 wiersz The Vampire (Wampirzyca). Wykorzystując główny motyw tego tekstu, Porter Emerson Browne napisał skandalizującą sztukę A Fool There Was (Był sobie głupiec), którą w roku 1915 przeniósł na ekran Frank Powell. Tę opowieść o demonicznej kusicielce, ściągającej zgubę na powszechnie szanowanego ojca rodziny, komentowały w niemym filmie strofy Kiplinga rozmieszczone na planszach. Z kolei polska awangardowa impresja Buty (1933), w reżyserii Jerzego Gabryelskiego i ze zdjęciami Rudolfa Maté, powstała na podstawie wiersza Boots (1903). George Stevens w roku 1939 nakręcił zręczny film przygodowy z udziałem popularnych aktorów (Cary Grant, Victor McLaglen i Joan Fontaine), wykorzystując fabułę ballady Gunga Din.

## Dzieła

### Opowiadania
- Gawędy spod Himalajów, 1888 (Plain Tales from the Hills, przekład Józefa Birkenmajera 1930)
- Soldiers Three, 1888 (Żołnierzy trzech)
- The Story of the Gadsbys, 1888 (Historia państwa Gadsby)
- In Black and White, 1888 (W czerni i bieli)
- Under the Deodars, 1888 (Pod himalajskimi cedrami)
- The Phantom 'Rickshaw, 1888 (Widmowa riksza)
- Wee Willie Winkie, 1888 (Mały Willie Winkie)
- Life’s Handicap, 1891 (Życiowe niepowodzenia)
- Many Inventions, 1893 (Pomysły różne)
- Księga dżungli, 1894 (The Jungle Book, przekład Józefa Czekalskiego 1900, pierwsze wydanie pod tytułem Księga puszczy, kolejne pod tytułem Księga dżungli; przekład Franciszka Mirandoli 1922; przekład Józefa Birkenmajera 1931; przekład Andrzeja Polkowskiego 2010)
- Druga księga dżungli, 1895 (The Second Jungle Book, przekład Józefa Czekalskiego 1902, pierwsze wydania pod tytułem Druga księga puszczy, kolejne pod tytułem Druga księga dżungli; przekład Teodora Mianowskiego 1903; przekład Franciszka Mirandoli 1923; przekład Józefa Birkenmajera 1928)
- The Day’s Work, 1898 (Codzienny trud)
- Stalky i spółka, 1899 (Stalky & Co., przekład Jerzego Bandrowskiego pod tytułem Stalky i spółka, 1923; przekład Zofii Popławskiej pod tytułem Stalky i towarzysze, 1927; przekład Józefa Birkenmajera pod tytułem Stalky i spółka, 1948)
- Takie sobie bajeczki, 1902 (Just So Stories, przekład Stanisława Wyrzykowskiego 1904; przekład Marii Kreczowskiej 1915)
- Puk z Pukowej Górki, 1906 (Puck of Pook’s Hill, w przekładzie Heleny Niemirowskiej i Franciszki Arnsztajnowej pod tytułem Puk, 1924; przekład Józefa Birkenmajera pod tytułem Puk z Pukowej Górki, 1924)
- Actions and Reactions, 1909 (Akcje i reakcje)
- Rewards and Fairies, 1910 (Elfy i ich dary)
- A Diversity of Creatures, 1917 (Rozmaitość stworzenia)
- Debits and Credits, 1926 (Rozchody i przychody)
- Thy Servant a Dog, 1930 (Twój sługa pies)

W Polsce wiele nowel i opowiadań Rudyarda Kiplinga opublikowano w zbiorach, których zawartość była kompilacją różnych wydań angielskich:
- Nowele, tłum. Wili Zyndram-Kościałkowska, Księgarnia Bronisława Rymowicza, Petersburg 1892
- O człowieku, który chciał być królem, tłum. Jerzy Bandrowski, Biblioteka Dzieł Wyborowych, Warszawa 1923
- Opowiadania, tłum. Jerzy Bandrowski i Feliks Chwalibóg, Instytut Wydawniczy „Świadectwo”, t. 1-2, Bydgoszcz 2006
- Pod niebem indyjskim, tłum. Antonina Gawrońska, Księgarnia H. Altenberga, Lwów 1905
- Spod nieba Indii, tłum. Aem, Wydawnictwo M. Arcta, Warszawa 1905
- Widma i bestie, C&T Crime & Thriller, Toruń 2022
- Zaczarowany dom, tłum. A. Z. i Feliks Chwalibóg, Słowo Polskie, Lwów 1910[139]
- Zaginiony legion, tłum. Józef Birkenmajer i Marek Marszał, Iskry, Warszawa 1987
- Zemsta Dungary, tłum. Feliks Chwalibóg, Słowo Polskie, Lwów 1909[140]
- Zew ziemi, tłum. Witold Zechenter, Wydawnictwo Panteon, Kraków-Warszawa 1929

Pojedyncze opowiadania zamieszczono także w antologiach:
- Droga do science fiction, red. Wiktor Bukato, Alfa, Warszawa 1985, t. 1
- Opowiadania pisarzy angielskich XIX wieku, red. Anna Przedpełska-Trzeciakowska, Nasza Księgarnia, Warszawa 1971
- Przedziwne opowieści, tłum. Wanda Tomaszewska, Księgarnia Polska Bernarda Połonieckiego, Lwów 1919
- Zbiór powieści dla młodzieży, Wydziałowa Spółka Wydawnicza, Kraków 1931

### Powieści
- Światło, które zagasło, 1891 (The Light That Failed, przekład Anatola Krzyżanowskiego, pseudonim Natalii Korwin-Szymanowskiej, pod tytułem Zwodne światło, 1893; przekład Eugenii Żmijewskiej pod tytułem Zagasłe światło, 1893; przekład Józefa Birkenmajera pod tytułem Światło, które zagasło, 1922)
- Królewski klejnot, współautor Wolcott Balestier, 1892 (The Naulahka: A Story of West and East, przekład Z. Kłośnik pod tytułem Naulahka, 1901; przekład Cecylii Niewiadomskiej pod tytułem Tajemniczy naszyjnik, 1901[141]; przekład Józefa Olbrychta pod tytułem Królewski klejnot, 1928; przekład Aleksandry Michałowskiej pod tytułem Królewski klejnot, 1929)
- Kapitanowie zuchy, 1897 (Captains Courageous, przekład J. Brzozowskiej pod tytułem Dzielni marynarze, 1912; przekład Eugenii Lenartowskiej pod tytułem Wśród ławic oceanu, 1912; przekład Jerzego Bandrowskiego pod tytułem Odważni. Powieść z życia rozbitków, 1913; przekład Józefa Birkenmajera pod tytułem Kapitanowie zuchy, 1931[142]; przekład Wacławy Komarnickiej i Ewy Kołaczkowskiej pod tytułem Kapitanowie zuchy, 1960)
- Kim, 1901 (przekład Wilhelma Mitarskiego 1901, przekład Marii Gąsiorowskiej 1902, przekład Józefa Birkenmajera 1926)

### Utwory poetyckie
- Departmental Ditties, 1886 (Śpiewki z departamentów)
- Barrack-Room Ballads, 1892 (Ballady koszarowe)
- The Seven Seas, 1896 (Siedem mórz)
- The Five Nations, 1903 (Pięć narodów)
- Songs from Books, 1912 (Pieśni z książek)
- The Years Between, 1919 (Lata minione)

W Polsce nie ukazał się osobny wybór poezji Rudyarda Kiplinga. Jego wiersze tłumaczyli między innymi: Józef Czechowicz, Andrzej Nowicki i Maciej Słomczyński. Niektóre teksty zamieszczono w antologiach:
- Laurowo i jasno – antologia wierszy laureatów Literackiej Nagrody Nobla, Wydawnictwo Bohdana Wrocławskiego, Warszawa 1994, ISBN 83-85996-11-7.
- Poeci nobliści 1901-1993, Anagram, Warszawa 1994, ISBN 83-86086-08-4.
- Poeci języka angielskiego, Państwowy Instytut Wydawniczy, Warszawa 1974, t. 3.
- Stanisław Helsztyński, Liryka angielska XX wieku, Księgarnia F. Hoesicka, Warszawa 1929
- Jerzy Pietrkiewicz, Antologia liryki angielskiej 1300–1950, Pax, Warszawa 1987, ISBN 83-211-0866-0.

### Reportaże, opracowania historyczne, wspomnienia
- A Fleet in Being, 1898 (Dzisiejsza flota)
- Od morza do morza, 1899 (From Sea to Sea and Other Sketches. Letters of Travel, przekład Jerzego Bandrowskiego 1901, przekład Marii Gąsiorowskiej 1901, fragmenty w przekładzie Mariana Polońskiego pod tytułem Listy z Japonii 1904)
- The Fringes of the Fleet, 1915 (Flota i okolice)
- Sea Warfare, 1916 (Wojna morska)
- The Irish Guards in the Great War, 1923 (Gwardia Irlandzka w Wielkiej Wojnie)
- A Book of Words, 1928 (Księga słów)
- Souvenirs of France, 1933 (Wspomnienia z Francji)
- Something of Myself for My Friends Known und Unknown, 1937 (Coś o sobie dla moich przyjaciół znanych i nieznanych)